# Uzi
A Uzi (pronúncia: /ˈuːzi/, em hebraico:  עוזי, oficialmente grafada como UZI) é uma família de pistolas-metralhadoras compactas israelenses operadas por recuo de gases e ferrolho aberto, projetadas pela primeira vez pelo Major Uziel Gal, apelidado "Uzi", no final da década de 1940, logo após o estabelecimento do Estado de Israel. É uma das primeiras armas a incorporar um sistema de ferrolho telescópico, que permite que o carregador seja alojado no cabo da pistola para uma arma mais curta.
O protótipo da Uzi foi concluído em 1950. Foi apresentado pela primeira vez às forças especiais das Forças de Defesa de Israel (FDI) em 1954, e a arma foi colocada em uso geral dois anos depois. As FDI forneceram Uzis para tropas de retaguarda, oficiais, tropas de artilharia e tripulações de tanques, bem como sendo uma arma de linha de frente usadas pelas forças de assalto e infantaria leve de elite.
A Uzi foi exportada para mais de 90 países. Ao longo de sua vida útil, foi fabricada pela Israel Military Industries, FN Herstal e outros fabricantes. Dos anos 1960 até os anos 1980, mais submetralhadoras Uzi foram vendidas a mais forças militares, forças policiais e mercados de segurança do que qualquer outra submetralhadora já fabricada.

## Projeto

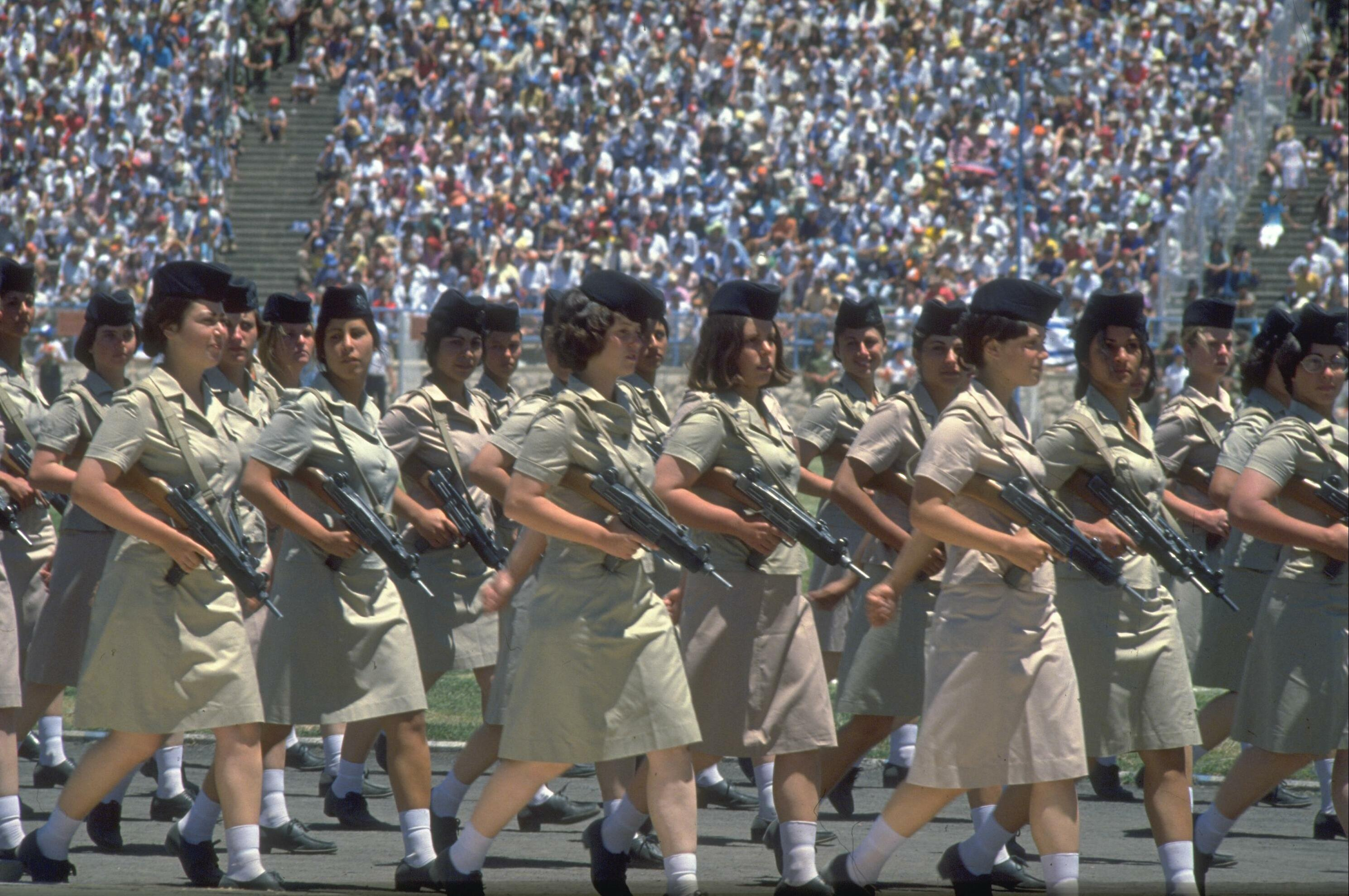
Soldados do Corpo de Mulheres das FDI desfilam com submetralhadoras Uzi durante as comemorações do 30º Dia da Independência de Israel no Estádio da Universidade Hebraica, em Jerusalém, 11 de maio de 1978.

O nascimento da Uzi se confunde com o próprio nascimento do Estado de Israel moderno. Após lutar e vencer uma guerra de sobrevivência nacional contra seus vizinhos árabes, o Estado judeu se viu com estoques heterogêneos de armamentos de todos os tipos e procedências, causando um pesadelo logístico para administrar todos os calibres e peças. Dentro do esforço geral de padronização dos equipamentos das FDI, o Comando israelense iniciou a pesquisa de submetralhadoras para equipar seus soldados.
A Uzi usa um projeto de ferrolho aberto operado por recuo de gases, semelhante ao da ZK 476 tcheca projetado por Jaroslav Holeček (protótipo apenas) e as séries de submetralhadoras Sa 23, Sa 24, Sa 25 e Sa 26. O projeto de ferrolho aberto expõe a culatra do cano e melhora o resfriamento durante os períodos de fogo contínuo. No entanto, isso significa que, como o ferrolho é mantido à retaguarda quando engatilhado, a culatra fica mais suscetível à contaminação por areia e sujeira. A Uzi é um projeto de ferrolho telescópico, no qual o ferrolho envolve a extremidade da culatra do cano. Isso permite que o cano seja movido para trás na culatra e o carregador seja alojado no punho da pistola, permitindo um ferrolho mais pesado e de disparo mais lento em uma arma mais curta e mais equilibrada. A Uzi possui um retém de baioneta.
A Uzi foi projetada com economia de recursos em mente, e é construída principalmente a partir de chapas estampadas, o que barateia a produção e torna-a menos cara por unidade fabricada do que um projeto equivalente usinado a partir de peças forjadas. A Uzi é fácil de desmontar, contando com poucas peças e podendo ser desmontada em primeiro escalão em poucos segundos. O carregador está alojado dentro do punho da pistola, permitindo uma recarga intuitiva e fácil em condições escuras ou difíceis, sob o princípio de "mão encontra mão". O punho da pistola é equipado com uma trava de segurança, dificultando o disparo acidental. No entanto, o carregador vertical saliente torna a arma difícil de disparar quando deitado.

### Operação

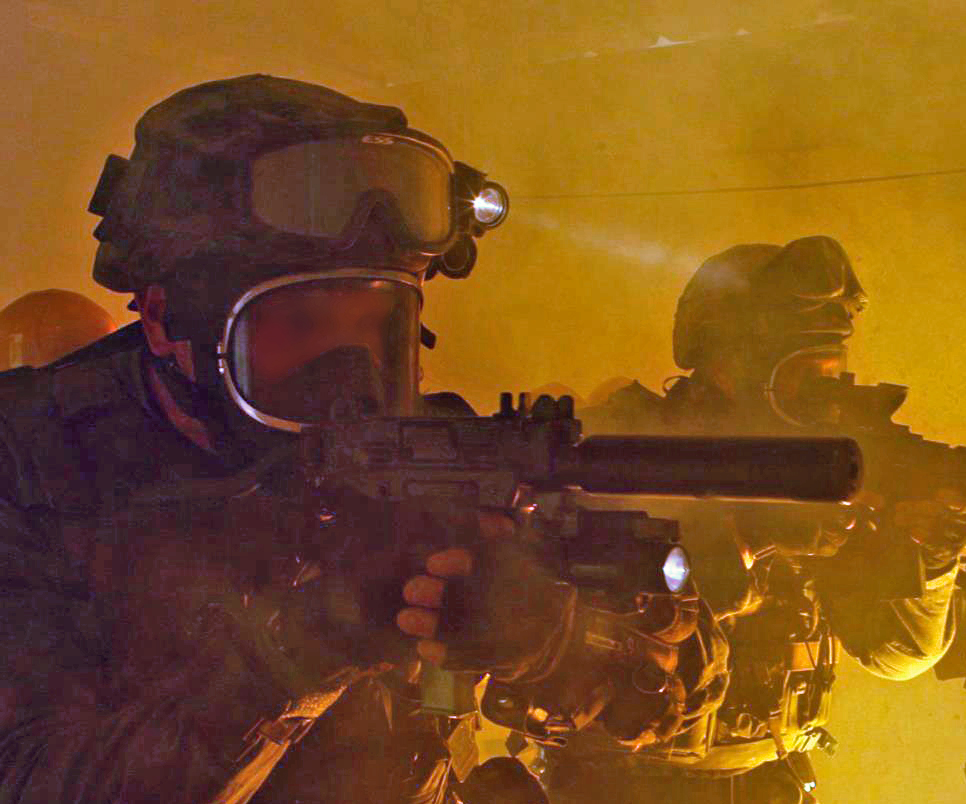
Operadores do YAMAM, força especial da polícia israelense, com Uzi Pro com silenciador.

A operação da Uzi é simples e pode ser ensinada em poucos minutos. O carregador é inserido na empunhadura da pistola, no centro da arma, seguindo o sistema natural das mãos se encontrando; geralmente deitando a arma cerca de 60º, expondo o alojamento do carregador. Este sistema lógico é instintivo, permitindo a sua execução de forma rápida sob estresse. A Uzi foi feita para disparar tanto do cavado do ombro, de forma mirada, quanto da cintura, com o operador guiando a arma conforme o tiro costura o alvo - usualmente de forma instintiva.
O operador puxa a alavanca de manejo (não-recíproca) na parte superior da tampa do receptor, levando o ferrolho à retaguarda. Quando a alça está totalmente à retaguarda, o ferrolho engatilhará (prenderá) no mecanismo da armadilha e a alça e a tampa serão liberadas para saltarem totalmente para a frente sob a força de uma pequena mola. A tampa permanecerá para frente durante o disparo, uma vez que não acompanha o ferrolho. As versões militar e policial dispararão imediatamente após o carregamento dum cartucho na câmara, já que a Uzi é uma arma de ferrolho aberto.

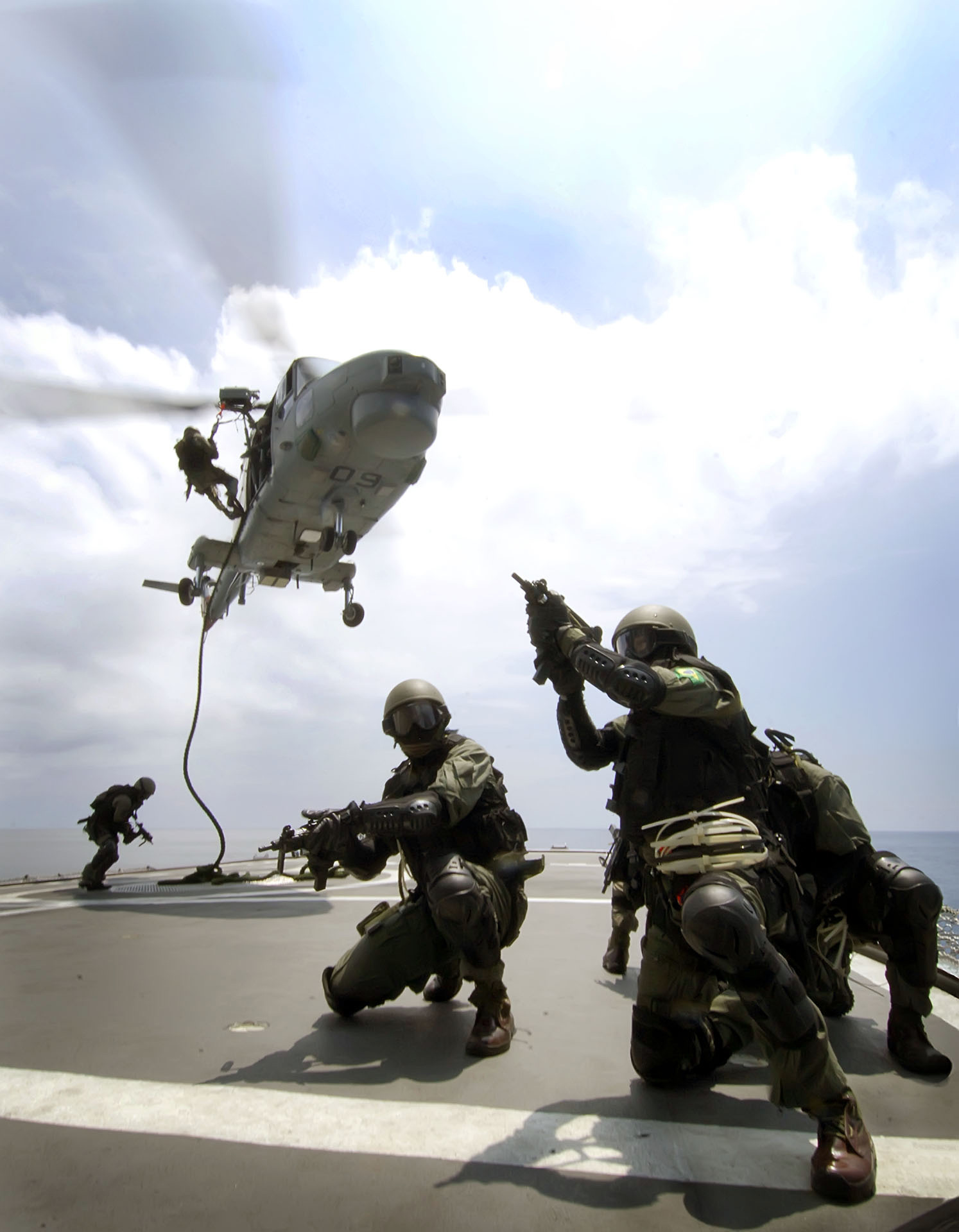
Mergulhadores de Combate brasileiros (GRUMEC) portando Mini-Uzis descem de rapel a bordo da fragata Independência (F 44) durante o exercício PANAMAX 2007, na costa do Panamá e Honduras, em 21 de julho de 2008.

No sistema de ferrolho aberto, o ferrolho é retido atrás da culatra antes do disparo, e quando o gatilho é puxado o ferrolho avança (sob pressão da mola recuperadora), retira um cartucho do carregador, carrega-o na câmara e dispara, tudo em um único movimento. Isto causa uma redistribuição pesada de massa e move o armamento quando o gatilho é puxado, com o ferrolho batendo para frente e, portanto, movendo a pontaria. Entretanto, sistemas de ferrolho aberto são mais baratos e fáceis de produzir, o que foi o conceito por trás da Uzi. Além disso, o ferrolho aberto fornece melhor refrigeração. Quando a arma dispara o último tiro, o ferrolho é travado à retaguarda, expondo a janela de ejeção; isto permite que o calor da arma seja aliviado. Como tal, isso diminui a possibilidade de disparos acidentais pro excesso de calor na câmara (exposta ao ar livre). Enquanto o ferrolho fica preso à retaguarda, a alavanca de manejo avança. Basta ao operador inserir um novo carregador e puxar o gatilho; a Uzi disparará sem a necessidade de acionar a alavanca de manejo novamente.

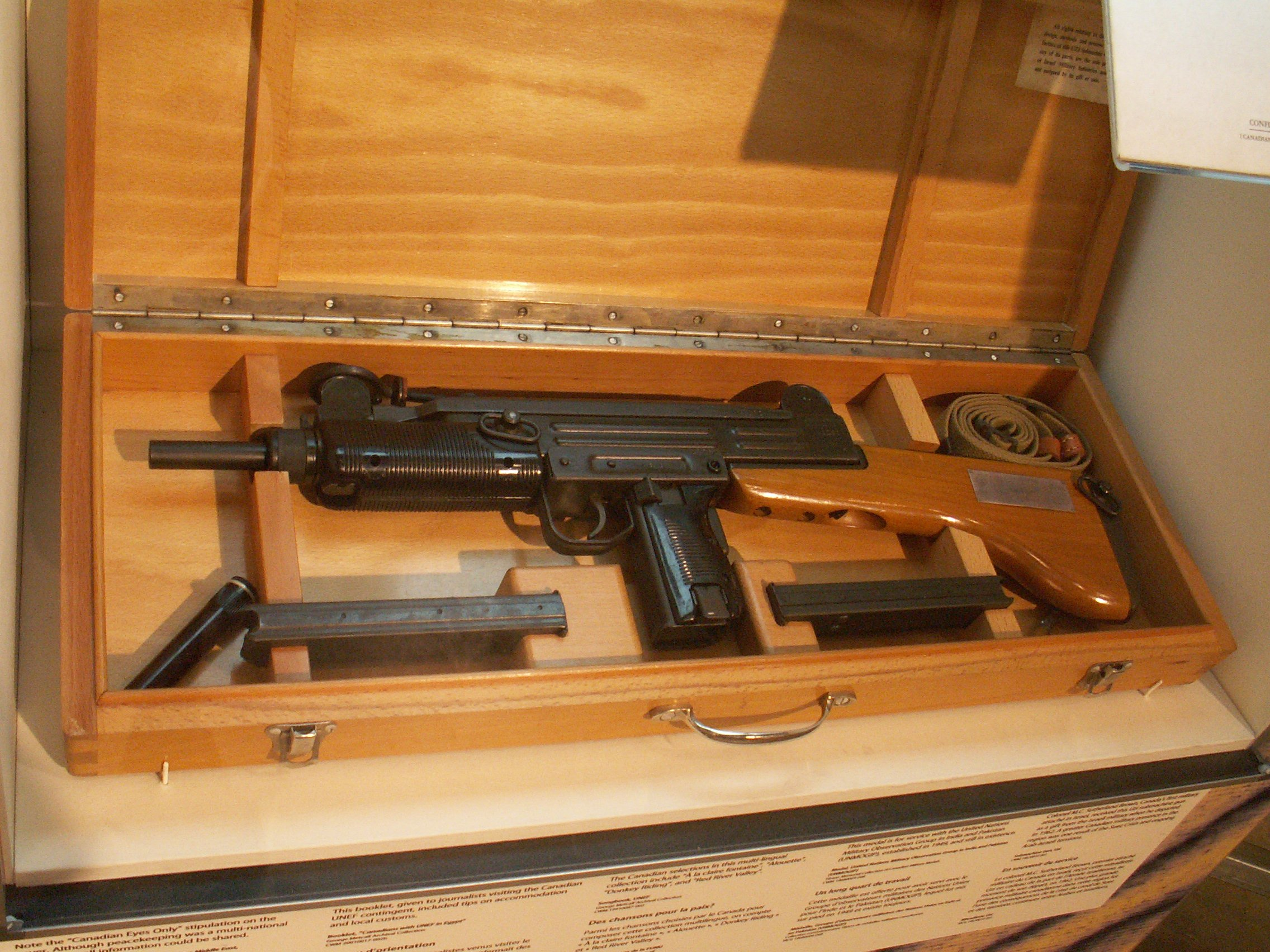
Submetralhadora Uzi presenteada a M.C. Sutherland Brown pelos israelenses em agradecimento por seu serviço como conselheiro militar, e agora exposta no Canadian War Museum em Ottawa, no Canadá.

Existem dois mecanismos externos de segurança na Uzi. A primeira é a alavanca seletora de três posições localizada na parte superior da empunhadura (cabo da pistola) e atrás do grupo do gatilho, com as posições A, R e S. A posição "A" significa "automático" (disparo contínuo enquanto o gatilho estiver pressionado), enquanto a posição "R" para "repetição"; sendo, na verdade, fogo semiautomático, com cada disparo exigindo uma nova puxada do gatilho. A posição traseira é "S", ou "segura" (S = Sicher ou Secure na MP2), que trava a armadilha e evita o movimento do ferrolho. As variantes da Uzi têm um mecanismo de segurança de catraca que irá prender o ferrolho e travar seu movimento se ele for retraído para além do carregador, mas não o suficiente para engatilhar a armadilha da trava.
O segundo mecanismo de segurança externo é a trava de segurança da empunhadura, que está localizada na parte traseira do cabo da pistola. Destina-se a ajudar a prevenir disparos acidentais se a arma cair ou se o usuário perder o controle da arma durante o disparo. O simples ato de segurar a Uzi destrava esse mecanismo, com a mão do operador apertando o botão, de forma a permitir o disparo imediato. Caso a Uzi seja disparada com o seletor de tiro no A, o bloco da culatra avança totalmente para pegar e carregar um cartucho; continuando o ciclo enquanto o gatilho for puxado. Caso o seletor esteja no R, a armadilha no gatilho engajará o bloco da culatra e o manterá na posição à retaguarda, sendo liberado apenas com outra puxada de gatilho.
O mecanismo do gatilho é um gatilho de arma de fogo convencional, mas funciona apenas para controlar o mecanismo de liberação do ferrolho (submetralhadora) ou do mecanismo de retenção do percutor (semiautomático), uma vez que a Uzi não incorpora um mecanismo interno de engate ou cão. Embora o sistema de ferrolho aberto seja mecanicamente mais simples do que um projeto de ferrolho fechado (por exemplo, Heckler & Koch MP5), ele cria um atraso perceptível entre quando o gatilho é puxado e quando a arma dispara.
O botão ou alavanca de liberação do carregador está localizado na parte inferior do cabo da pistola e deve ser manipulado pela mão que não atira. O botão semelhante a uma pá fica nivelado com a empunhadura da pistola para ajudar a evitar a liberação acidental do carregador durante o manuseio rigoroso ou descuidado.
Quando a arma é desengatilhada, a janela ejetora fecha, evitando a entrada de poeira e sujeira. Embora o receptor de metal estampado da Uzi seja equipado com ranhuras de reforço pressionadas para aceitarem sujeira e areia acumuladas, a arma ainda pode emperrar com grandes acúmulos de areia em condições de combate no deserto quando não for limpa regularmente. O carregador deve ser removido antes de desengatilhar a arma.

### FN Uzi

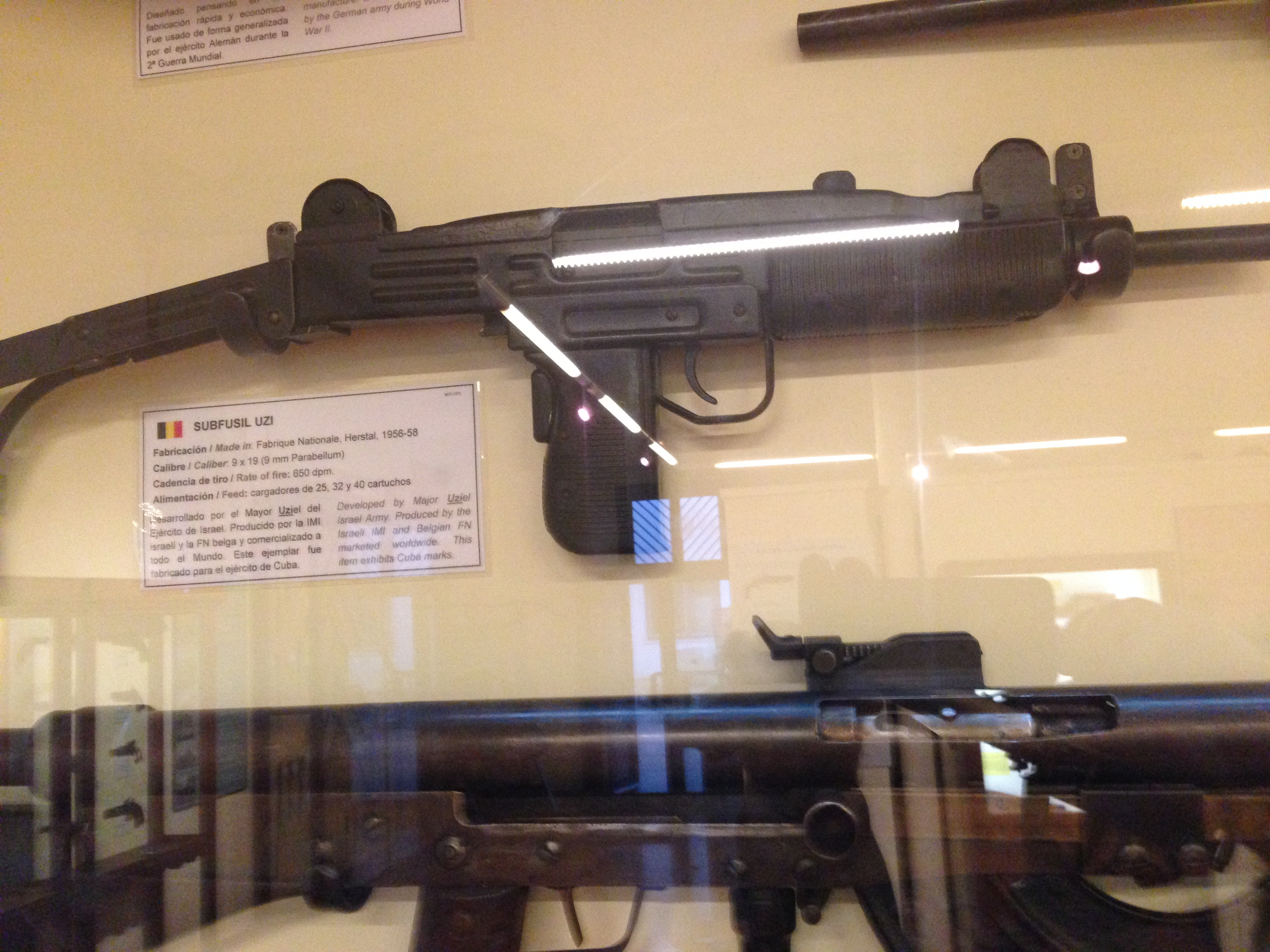
FN Uzi com marcações cubanas no Museu de Valência, na Espanha.

Em 1958, a FN obteve uma licença da IMI e iniciou a fabricação da Uzi. Naquela época, a capacidade de produção de Israel ainda era limitada, dificultando a exportação de armas para outros países. Para resolver este problema, planejou-se licenciar a produção na Bélgica com a condição que a IMI aprovasse todas as vendas com antecedência. O acordo com a FN ajudou a consolidar a distribuição da Uzi nas décadas de 1960 e 1970, propagandeando a sub para forças especiais, paraquedistas e tripulações de blindados. A aparência e a estrutura são as mesmas da UZI original mas com a marcação da FN.

### Coronhas

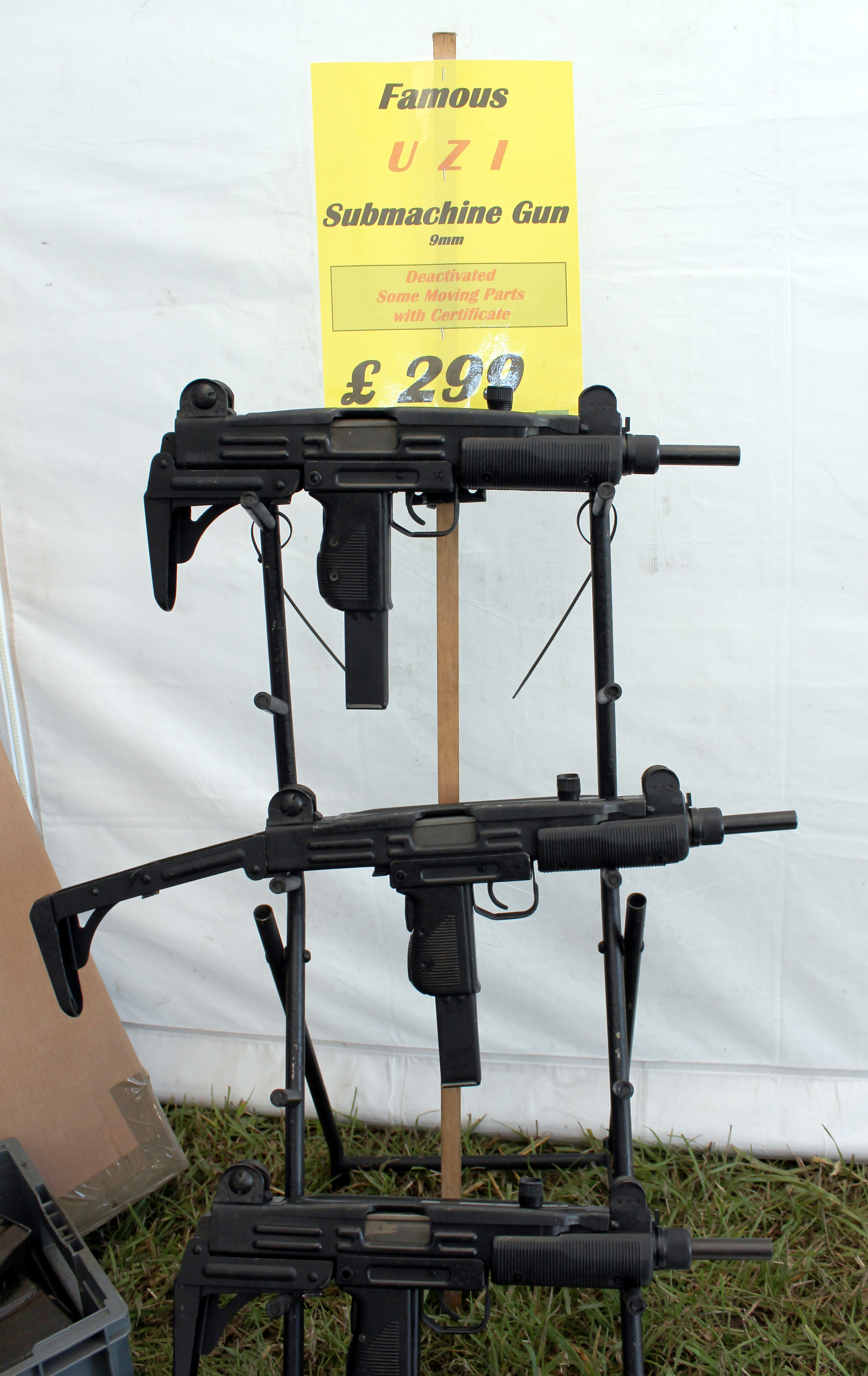
Submetralhadoras Uzi com a coronha dobrada e estendida no Victory Show 2015 em Cosby, Leicestershire, no Reino Unido.

Existem diferentes coronhas disponíveis para a Uzi propriamente dita. Há uma coronha de madeira com uma placa de metal que vem em três variações semelhantes às usadas pelas FDI. A primeira versão tinha uma extremidade plana e um apoio reto e tinha cavidades para uma haste de limpeza e uma garrafa de óleo de armamento. O segundo tinha uma extremidade angular e um apoio reto, sem cavidades. O terceiro tinha uma extremidade angular e um apoio curvo, mas não tinha cavidades; uma versão de polímero está atualmente disponível pela IMI. As coronhas de madeira originalmente tinham uma base de liberação rápida, mas aquelas vendidas nos Estados Unidos têm uma base permanente para obedecer às leis de armamentos dos Estados Unidos.
A Choate fez uma coronha de polímero de reposição com uma almofada de borracha que tinha uma extremidade plana, um apoio reto e uma base permanente.

Em 1956, a IMI desenvolveu uma coronha de metal de suporte duplo dobrável para baixo com duas seções giratórias que se encaixam na parte traseira do receptor. A Mini-Uzi tem uma coronha de metal de suporte único dobrável para a frente que é na verdade uma polegada mais longa do que a Uzi. Sua placa da soleira pode ser usada como uma empunhadura frontal quando recolhida. A Micro-Uzi tem um modelo semelhante.

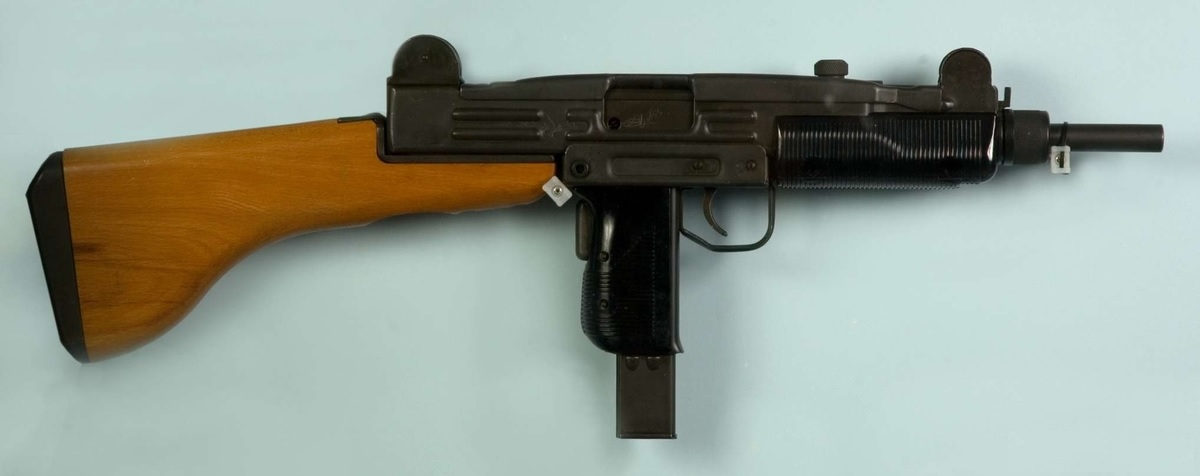
Uzi com coronha de madeira.
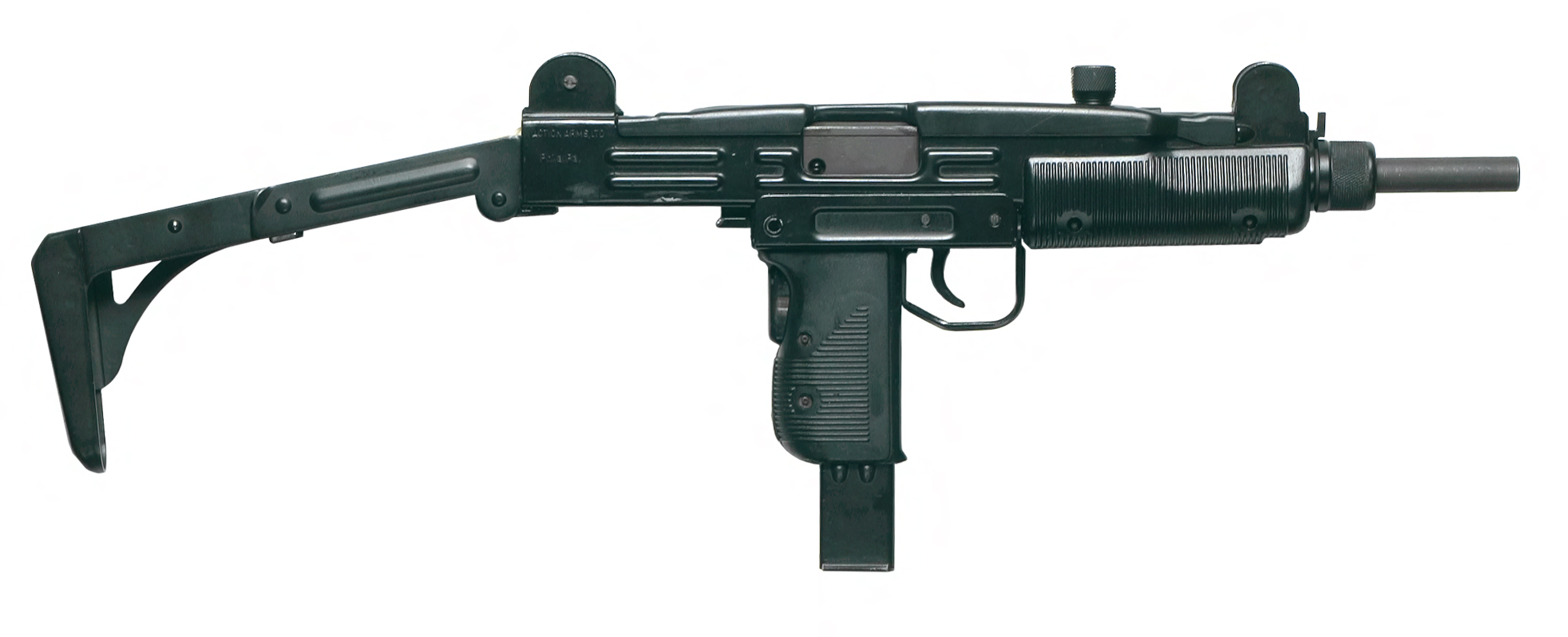
Uzi com coronha dobrável.

### Carregadores

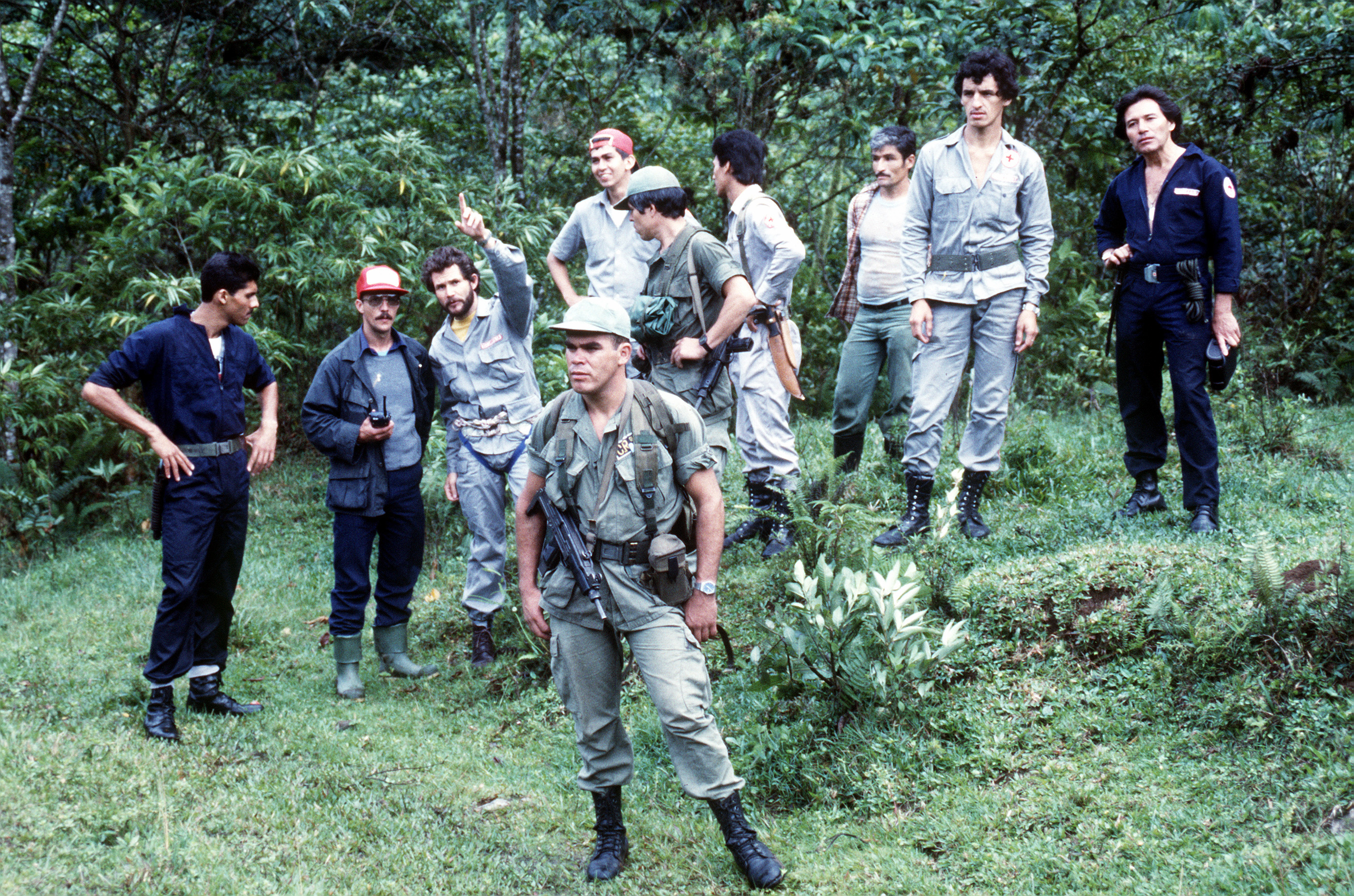
Policiais da Costa Rica guardam funcionários da Cruz Vermelha com Uzis enquanto aguardam por helicópteros para uma missão de busca e salvamento, 1987.

Os carregadores originais de tipo cofre para a Uzi de 9mm tinham capacidade para 25 tiros. Carregadores estendidos experimentais de 40 e 50 cartuchos foram testados, mas foram considerados não confiáveis. Um carregador estendido de 32 cartuchos foi então testado e mais tarde aceito como padrão. A Mini-Uzi e a Micro-Uzi usam um carregador mais curto de 20 cartuchos. Carregadores estendidos disponíveis incluem carregadores de 40 e 50 tiros. Existem outros carregadores de alta capacidade de mercado de reposição, como aqueles da Vector Arms de 70 tiros e a Beta Company (Beta C-Mag) com tambores de 100 tiros.
A Uzi .45 ACP usava um carregador de 16 ou 22 cartuchos, enquanto as Micro Uzi e o Mini Uzi .45 ACP usavam um carregador de 12 cartuchos. Um kit de conversão da Vector Arms permitiu que a Uzi calibre .45 usasse os mesmos carregadores de 30 tiros da submetralhadora M3 "Grease Gun".

### Conversões de calibre
A Uzi estava disponível com kits de conversão de calibre em .22 LR ou .41 AE. O operador só precisa trocar o cano, o ferrolho e o carregador. O .22 LR tinha carregadores de 20 tiros; o kit IMI original usava uma inserção de cano, enquanto o kit de armas de mercado de reposição da Action Arms usava um cano de substituição completo. O .41 AE também tinha um carregador de 20 tiros; uma vez que tem a mesma face do ferrolho que o 9x19mm Parabellum, apenas o cano e o carregador precisavam ser trocados.
A IMI também fabricou um kit de conversão .45 ACP, ambos em configuração automática e de ferrolho aberto com um cano de 10,2 polegadas (25,9cm) para a submetralhadora de 9mm e uma configuração semiautomática e ferrolho fechado com um cano de 16 polegadas (40,6cm) para a versão carabina. A capacidade do carregador é limitada, com 2 tamanhos de 16 e 10 tiros cada.

## História Operacional

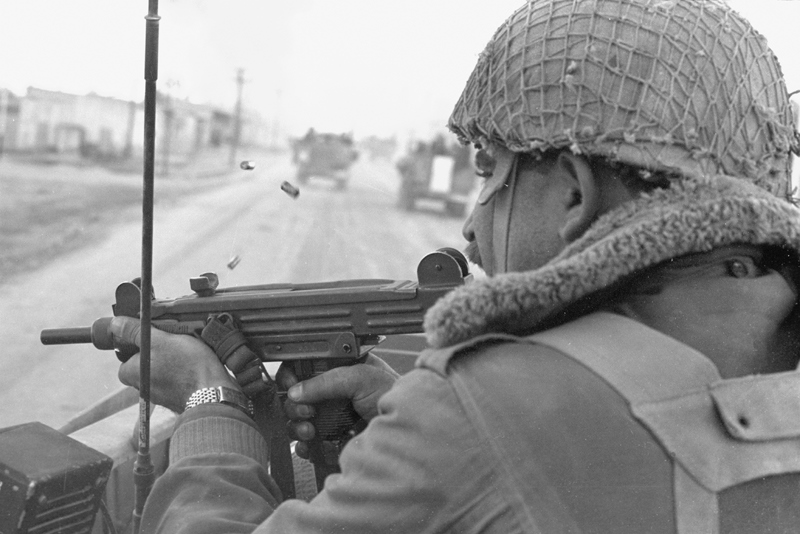
Paraquedista israelense da 35ª Brigada abrindo fogo com sua Uzi durante a Batalha de al-Karamah, em 21 de março de 1968.

A metralhadora de mão Uzi foi projetada pelo Capitão (posteriormente Major) Uziel Gal das Forças de Defesa de Israel (FDI) após a Guerra Árabe-Israelense  de 1948. A arma foi submetida ao Exército israelense para avaliação e venceu os projetos mais convencionais devido à sua simplicidade e economia de fabricação. Gal não queria que a arma tivesse seu nome, mas seu pedido foi ignorado. A Uzi foi oficialmente adotada em 1951. Apresentada pela primeira vez às forças especiais das FDI em 1954, a arma foi colocada em uso geral dois anos depois. As primeiras Uzis foram equipadas com uma coronha de madeira curta e fixa, e esta é a versão que inicialmente entrou em combate durante a Campanha de Suez de 1956. Modelos posteriores seriam equipados com uma coronha dobrável de metal.

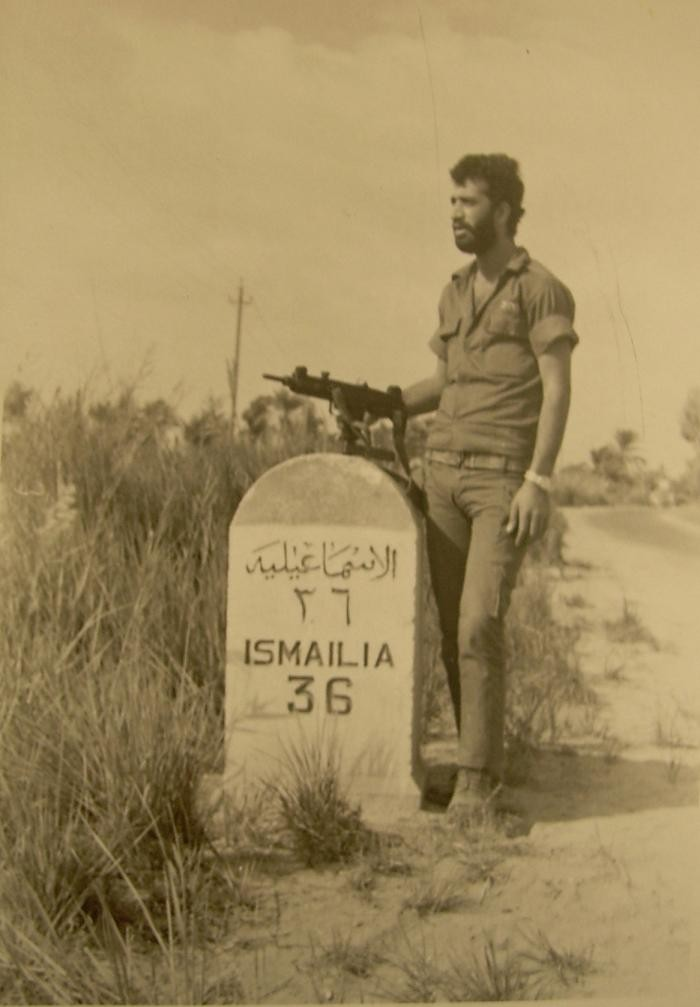
Um soldado israelense armado de Uzi na estrada para Ismailia durante a Guerra do Yom Kippur, 1973.

A Uzi foi utilizada como arma de defesa pessoal por tropas de retaguarda, oficiais, tropas de artilharia e tanques, bem como uma arma de linha de frente pelas forças de assalto, sendo utilizada no salto sobre o Passo de Mitla pelos paraquedistas israelenses. O tamanho compacto e o poder de fogo da Uzi provaram ser fundamentais para limpar os bunkers da Síria e as posições defensivas da Jordânia durante a Guerra dos Seis Dias de 1967. Embora a arma tenha sido retirada do serviço da linha de frente das FDI na década de 1980, algumas variantes da Uzi ainda eram usadas por algumas unidades das FDI até dezembro de 2003, quando a força anunciou que estava retirando a Uzi de todas as tropas das FDI. Posteriormente, foi substituído pelo Micro Tavor.
Em geral, a Uzi era uma arma confiável no serviço militar. No entanto, mesmo a Uzi foi vítima de condições extremas de areia e poeira. Durante a Campanha do Sinai durante a Guerra do Yom Kippur, unidades do Exército Israelense que alcançaram o Canal de Suez relataram que de todas as suas armas portáteis, apenas a metralhadora FN MAG de 7,62mm ainda estava em operação.
A Uzi provou ser especialmente útil para a infantaria mecanizada que precisa de uma arma compacta e para unidades de infantaria de choque limpando bunkers e outros espaços confinados, tal qual ocorreu nas Colinas de Golã em 1967. No entanto, seu alcance e precisão limitados no fogo automático (aproximadamente 50m) podem ser desconcertantes ao encontrar forças inimigas armadas com armas portáteis de longo alcance, e armas de apoio mais pesadas nem sempre podem substituir uma arma individual de longo alcance. Essas falhas eventualmente causaram a retirada progressiva da Uzi das unidades de assalto da linha de frente israelenses.
A Uzi foi usada em vários conflitos fora de Israel e do Oriente Médio durante as décadas de 1960 e 1970. Quantidades de submetralhadoras Uzi de 9mm foram usadas pela cavalaria, polícia e forças de segurança portuguesas durante as Guerras Coloniais portuguesas na África. De 1968 a 1973, a CIA comprou 3.000 Uzis para uso no Sudeste Asiático por operativos de Ação Direta e tropas das Forças Especiais. Da década de 1960 a 1990, os seguranças VIP do Serviço Secreto dos EUA usavam um modelo reduzido que podia ser escondido em uma pasta.

## Conflitos

### Década de 1950
- Crise de Suez

### Década de 1960
- Guerra Colonial Portuguesa
- Guerra do Vietnã
- Guerra dos Seis Dias
- Guerra de Desgaste

### Década de 1970
- Guerra do Yom Kippur
- Guerra Civil Angolana
- Conflito armado na Colômbia
- Conflito armado no Peru
- Guerra Civil da Rodésia
- Segunda Guerra de Shaba

### Década de 1980
- Guerra Civil de El Salvador
- Guerra das Malvinas
- Guerra Civil Libanesa
- Guerra do Líbano de 1982
- Guerra civil do Sri Lanka
- Invasão de Granada[26]
- Guerra Civil Libanesa
- Guerra do Líbano de 1982
- Guerra sul-africana na fronteira

### Década de 1990
- Guerra Civil Iugoslava[27]
- Guerra Civil da Somália
- Guerra Civil de Serra Leoa[28]
- Guerra Civil do Burundi
- Primeira Guerra do Congo[29]

### Década de 2000
- Conflito de Darfur
- Guerra contra o narcotráfico no México
- Guerra do Quivu
- Primeira Guerra Civil da Costa do Marfim

### Década de 2010
- Guerra Civil Síria[30]

### Década de 2020
- Guerra Russo-Ucraniana[31]

## Vendas mundiais

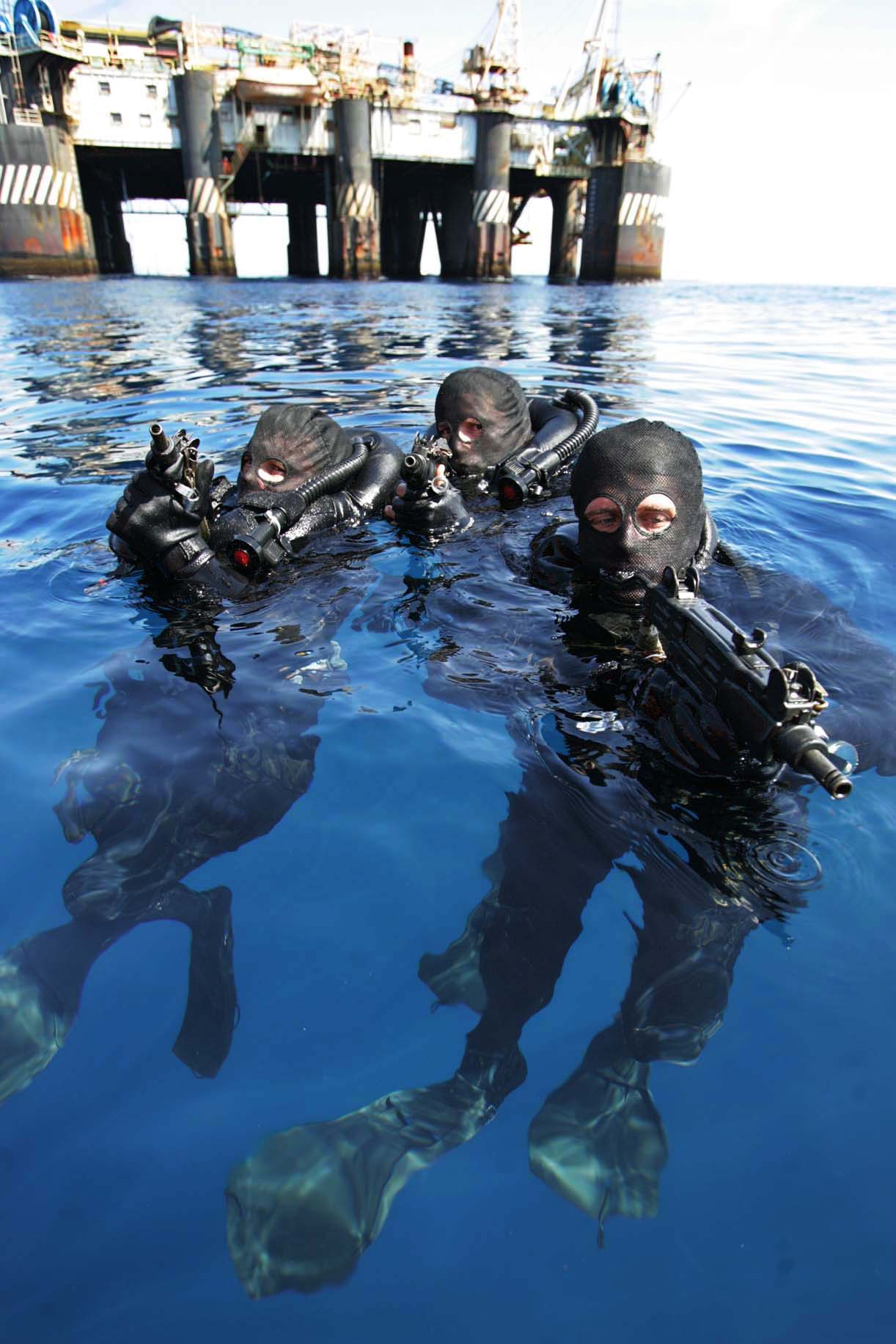
Mergulhadores de combate do GRUMEC armados com Mini-Uzis durante um exercício de retomada de plataforma de petróleo.

As vendas totais da arma até o final de 2001 renderam à IMI mais de 2 bilhões de dólares americanos, com mais de 90 países usando a Uzi para suas forças armadas ou forças policiais.
- O Exército Real Holandês emitiu pela primeira vez a Uzi em 1956. Foi o primeiro país depois de Israel a usá-la como arma de serviço. Seus modelos são diferenciados por terem uma coronha de madeira (feita de acordo com suas especificações) que é mais angular, uma extremidade angulada e um pente curvo, e é 2 polegadas (5cm) mais longo que o modelo da FDI. As versões de coronha de madeira foram usadas principalmente pela Marinha Real Holandesa e pelo Corpo de Fuzileiros Navais. O Exército e a Força Aérea receberam as versões de coronha dobráveis de metal como substituição. Nenhuma baioneta foi emitida.
- A Bundeswehr alemã (especialmente suas tripulações de blindados) usou a Uzi desde 1959 sob a designação MP2. Substituiu a MP1 (Beretta M1938/49) e a Thompson M1 em serviço. A MP2 foi equipada com a coronha de madeira no estilo FDI e a MP2A1 posterior foi equipada com a coronha dobrável de metal. Pode ser reconhecida por sua chave seletora "DES" de três posições: "D" para "Dauerfeuer" ("tiro contínuo" ou "automático"), "E" para "Einzelfeuer" ("tiro único", ou "semi-automático") e "S" para "Sicher" ("seguro" ou "travado"). A Uzi foi substituída pela submetralhadora Heckler & Koch MP7 em 2007.[32]
- As Forças Armadas belgas usaram submetralhadoras Uzi nos calibres 9mm, .45 ACP e 22LR, licenciadas pela FN Herstal de 1958 a 1971. Elas também foram emitidas para a Gendarmerie paramilitar.[33]
- As ERU e RSU da Gardaí irlandesa foram emitidas a Uzi a partir da década de 1970 a 2012, servindo até março de 2014, quando foram substituídas pela Heckler & Koch MP7.[34]
- Na Rodésia, a Uzi foi produzida sob licença de 1976 até a queda da Rodésia em 1980. A produção foi feita inicialmente de componentes fornecidos por Israel, e, posteriormente fabricados pela Rodésia.
- O Sri Lanka encomendou alguns milhares de Mini-Uzis e carabinas Uzi na década de 1990. Atualmente, eles são empregados com o Exército do Sri Lanka, as forças de elite da Marinha do Sri Lanka e a Força-Tarefa Especial da polícia do Sri Lanka como sua principal arma ao fornecer segurança para VIPs.
- O Serviço Secreto dos Estados Unidos usou a Uzi como sua submetralhadora padrão da década de 1960 até o início da década de 1990, quando foi eliminada e substituída pela Heckler & Koch MP5 e a FN P90. Quando o presidente Ronald Reagan foi baleado em 30 de março de 1981, o agente especial do Serviço Secreto Robert Wanko puxou uma Uzi de uma maleta e cobriu a traseira da limusine presidencial enquanto ela acelerava para a segurança com o presidente ferido dentro.[5]
- Todos os marinheiros mercantes da linha de navegação integrada Zim são treinados e equipados com a Uzi.[35]

## Variantes militares

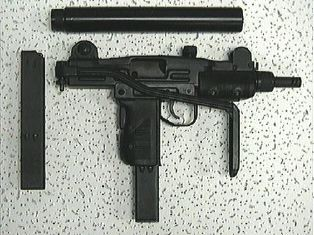
Uma Mini-Uzi com carregadores e silenciador.

A Uzi padrão tem um cano de 10 polegadas (250mm). Tem uma cadência de disparo automático de 600 tiros por minuto (tpm) quando calibrada em 9mm Parabellum; a cadência de tiro do modelo .45 ACP é mais lenta a 500rpm.

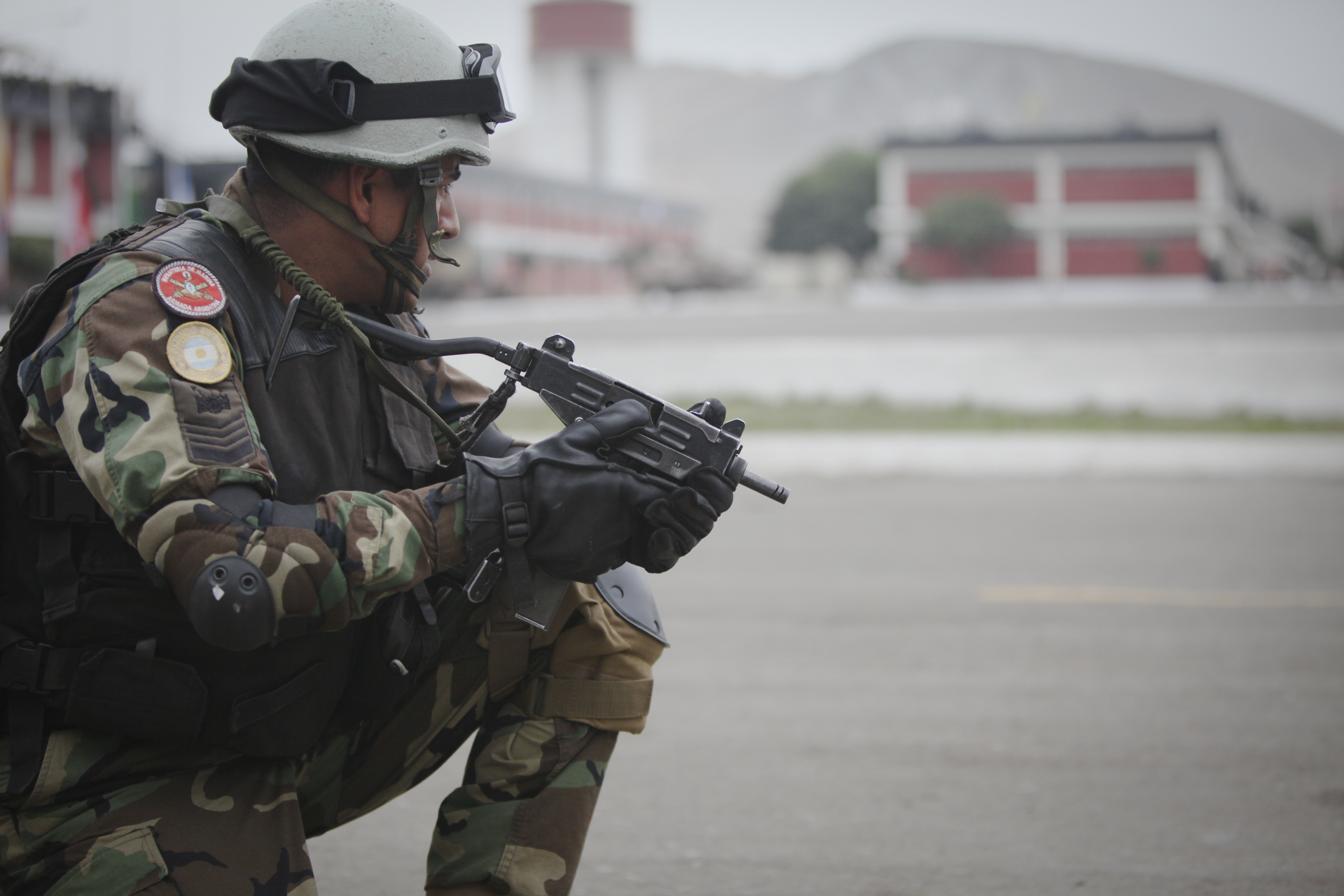
Um comando anfíbio argentino com uma Micro-Uzi.

A Mini-Uzi é uma versão menor da Uzi regular, introduzida pela primeira vez em 1980. A Mini-Uzi tem 600mm de comprimento ou 360mm de comprimento com a coronha dobrada. O comprimento do cano é de 197mm, sua velocidade inicial é de 375m/s e seu alcance efetivo é de 100m. Tem uma cadência de tiro automática maior de 950 tiros por minuto devido ao ferrolho mais curto. Seu peso é de aproximadamente 2,7kg. A Micro-Uzi é uma versão ainda mais reduzida da Uzi, lançada em 1986. A Micro-Uzi tem 486mm de comprimento, reduzido para 282mm com a coronha dobrada e seu comprimento de cano é de 117mm. Ele tem o ferrolho fechado em comparação com sua contraparte original. Sua velocidade inicial é de 350m/s e sua cadência de tiro cíclica é de 1.200tpm. Pesa pouco mais de 1,5kg.

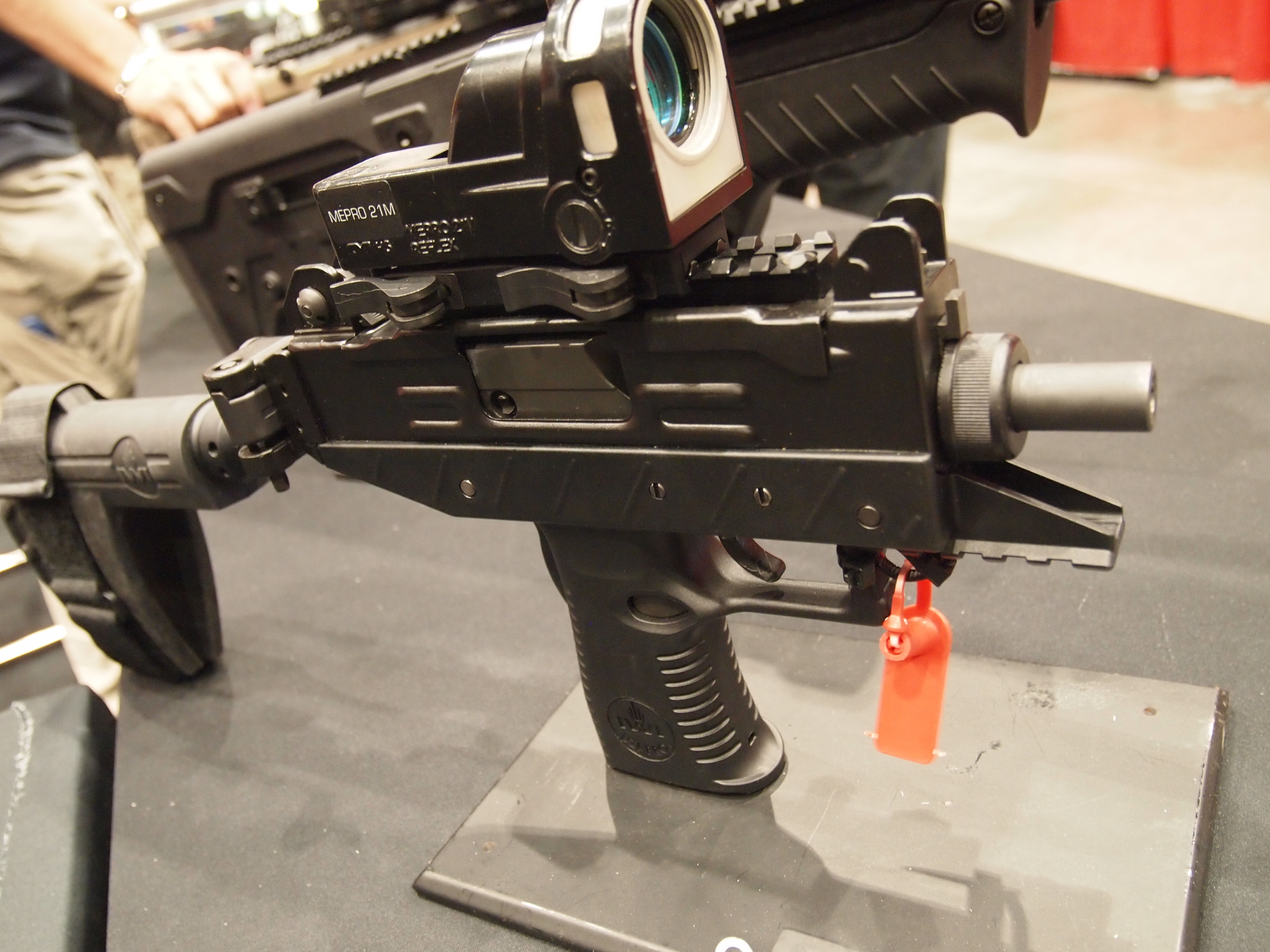
Uzi PRO.

A Uzi Pro, uma variante aprimorada da Micro Uzi, foi lançada em 2010 pela Israel Weapon Industries Ltd. (I.W.I.), anteriormente a divisão magen ("armas portáteis") da Israel Military Industries. A Uzi Pro é uma submetralhadora operada por recuo de gases, tiro seletivo, de ferrolho fechado com uma grande parte inferior, composta por empunhadura e guarda-mão, inteiramente feita de polímero para reduzir o peso; a seção de empunhadura foi redesenhada para permitir a operação com as duas mãos e facilitar o controle em fogo automático com uma arma de fogo de tamanho tão pequeno. A Uzi Pro possui quatro trilhos Picatinny, dois nas laterais do cano, que podem ser removidos, um abaixo do cano para a adição de empunhaduras frontais e um na parte superior para mira óptica. O trilho sob o cano geralmente é mostrado com uma empunhadura frontal especializada que se conecta ao punho da pistola para formar um guarda-mão. Além disso, a alavanca de manejo foi movida para o lado esquerdo. A nova arma pesa apenas 2,32kg e tem o comprimento de 529mm com a coronha estendida e 300mm quando retraída. A partir de 2011, foi comprado pelas FDI em número limitado para avaliação e ainda não foi decidido se deve ou não encomendar unidades adicionais para todas as suas forças especiais.

## Variantes civis

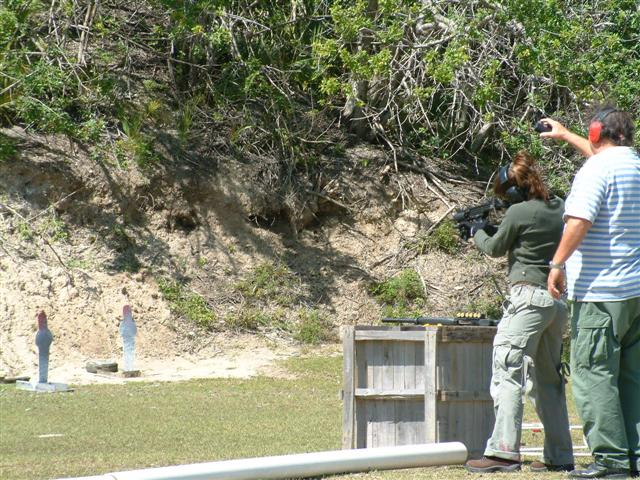
Competidora de submetralhadora com uma Mini-Uzi atirando em alvos "pepper popper" em uma partida de submetralhadoras na Flórida, em dezembro de 2005.

### Carabina Uzi
A carabina Uzi é semelhante em aparência à submetralhadora Uzi. A carabina Uzi é equipada com um cano de 400 milímetros, para atender ao requisito mínimo de comprimento do cano do fuzil para vendas civis nos Estados Unidos. Um pequeno número de carabinas Uzi foi produzido com o cano de comprimento padrão para mercados especiais. Ela dispara de uma posição de ferrolho fechado apenas no modo semiautomático e usa um percussor flutuante em oposição a um percussor fixo. A chave seletora estilo FS tem duas posições (a configuração automática foi bloqueada): "F" para "fogo" (semi-automático) e "S" para "seguro". As carabinas Uzi estão disponíveis nos calibres .22 LR, 9mm, .41 AE e .45 ACP.
A carabina Uzi tem duas variantes principais, o Modelo A (importado de 1980 a 1983) e o Modelo B (importado de 1983 a 1989). O Tipo A era o mesmo que a Uzi automática, enquanto o Tipo B tinha uma segurança de percussão e miras aprimoradas, e reténs de bandoleira. Essas duas variantes foram importadas e distribuídas pela Action Arms. A empresa americana Group Industries fez um número limitado de uma cópia da carabina semiautomática modelo Uzi "B" para venda nos Estados Unidos, juntamente com cópias da submetralhadora Uzi para o mercado de colecionadores dos Estados Unidos. Depois de registrar várias centenas de submetralhadoras transferíveis ao público em geral por meio de um processo especial regulamentado pelo governo americano, a produção foi interrompida devido a problemas financeiros na empresa. Os ativos da empresa (incluindo submetralhadoras Uzi parcialmente fabricadas, peças e ferramentas) foram comprados por um grupo de investimento que mais tarde se tornou conhecido como Vector Arms; o qual construiu e comercializou várias versões da carabina Uzi e da Mini-Uzi.
Hoje, embora a fabricação civil, venda e posse de Uzis de disparo seletivo pós-1986 e suas variantes sejam proibidas nos Estados Unidos, ainda é legal vender modelos, ferramentas e manuais para concluir essa conversão. Esses itens são normalmente comercializados como materiais "pós-amostra" para uso por licenciados federais de armas de fogo para fabricar e distribuir variantes de disparo seletivo da Uzi para policiais, militares e clientes estrangeiros.

### Carabina Mini-Uzi

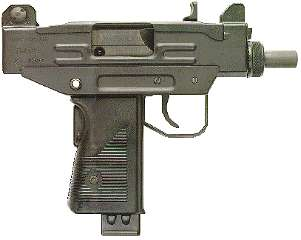
Uma pistola Uzi com o carregador de 20 tiros.

A carabina Mini-Uzi é semelhante em aparência à pistola automática Mini-Uzi. A carabina Mini-Uzi é equipada com um cano de 500 milímetros, para atender ao requisito mínimo de comprimento total do fuzil para vendas civis nos Estados Unidos. Ela dispara de uma posição de ferrolho fechado apenas no modo semiautomático.

### Pistola Uzi
A pistola Uzi é uma variante de pistola semiautomática, de ferrolho fechado e operada por recuo de gases. Sua velocidade inicial é de 345 m/s. É uma Micro-Uzi sem coronha de ombro ou capacidade de disparo totalmente automática. Os usuários pretendidos dessa pistola são várias agências de segurança que precisam de uma pistola semiautomática de alta capacidade ou atiradores civis que desejam uma arma com essas qualidades e a familiaridade do estilo Uzi. Foi introduzida em 1984 e produzido até 1993.

### Pistola Uzi Pro
A pistola Uzi Pro é uma versão atual da pistola Uzi. Possui trilhos na parte superior e inferior e há uma cinta estabilizadora opcional. Ao contrário de qualquer outra variante Uzi, a pistola Uzi Pro tem uma alavanca de maneja lateral, em vez da alavanca de maneja superior tradicional, e possui um sistema de segurança de três estágios. Existem três registros de segurança na pistola Uzi Pro: uma segurança de polegar, uma segurança de punho e um bloco do percussor. Este modelo foi projetado para aplicação da lei e uso civil, devido ao tamanho compacto, trilhos e cadência de tiro semiautomática. Ao contrário de outras variantes da Uzi, a pistola Uzi Pro só é calibrada em 9x19mm Parabellum.

## Cópias

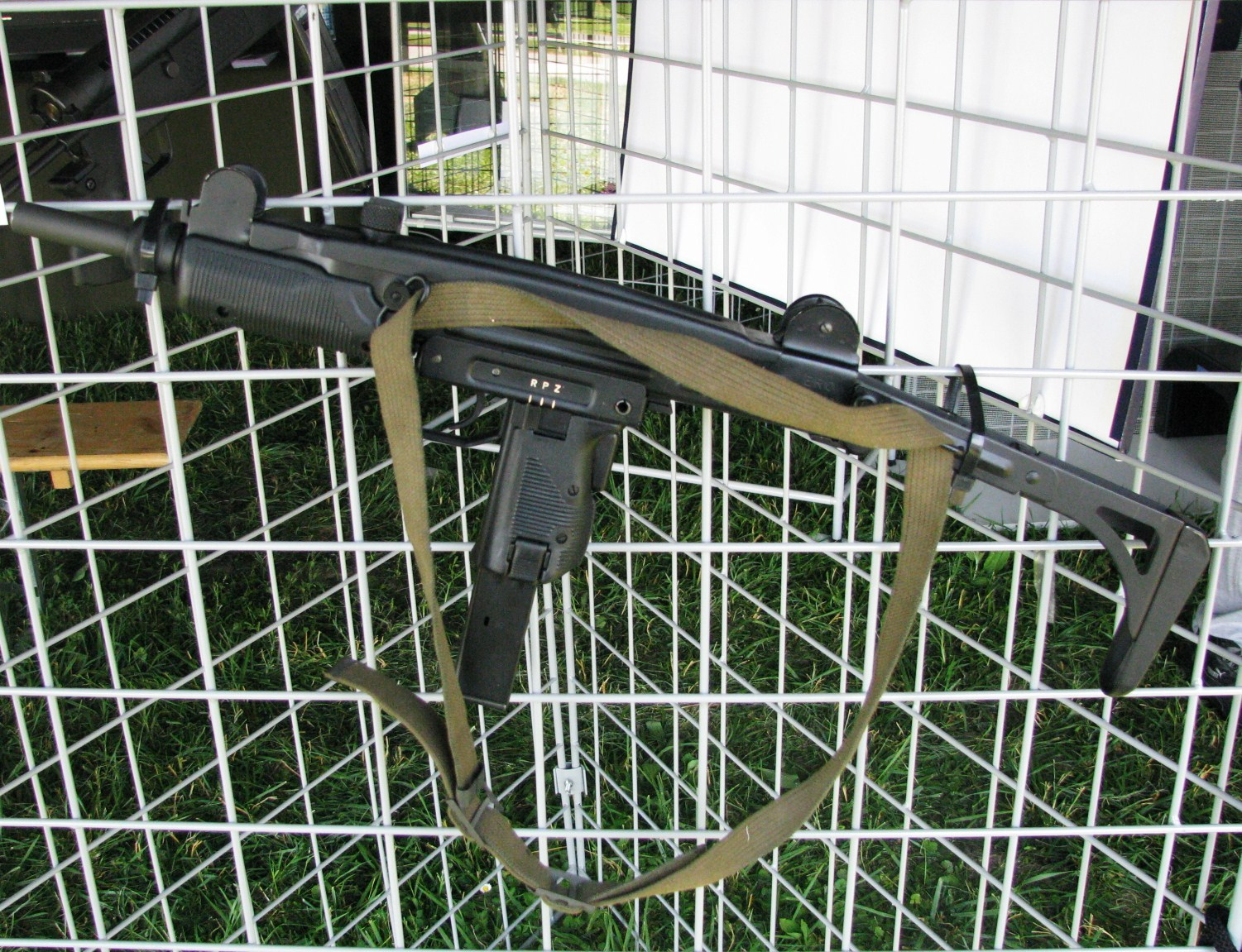
Submetralhadora ERO croata.

### AG Strojnica ERO
A Arma Grupa Strojnica ERO (Grupo de Armas Submetralhadora ERO) foi um clone croata da Uzi feito localmente pela Arma Grupa de Zagreb durante a Guerra da Iugoslávia. Foi feito inteiramente de estampados de aço, fazendo com que pesasse mais (3,73 kg). A única diferença da Uzi é a chave seletora, marcada com "R" para "Rafalno" (rajada, para tiro automático), "P"  para "Pojedinačno" (tiro único) e "Z"  para "Zaključan" ("travado", para seguro) e sua cadência de tiro é de 650 disparos por minuto. Ele usa o carregador de 32 tiros como padrão, mas pode usar qualquer carregador de interface Uzi de 9mm de 25 tiros ou maior.
A Strojnica Mini-ERO é um clone da Micro-Uzi; difere por ter uma coronha de arame dobrável de calibre pesado como a pistola-metralhadora Skorpion. Pesa 2,2 quilos descarregada e mede 545,5 milímetros no total com a coronha dobrável estendida e 250 milímetros com a coronha dobrada. Ela usa o carregador da Mini-Uzi de 20 tiros. As armas ERO foram usadas pelos croatas até 1992.

### BA93 e BA94
O BA93 e o BA94 são clones da Uzi de fabricação birmanesa. A produção começou em Myanmar depois de 1991, quando uma delegação israelense visitou o país e forneceu Uzis ao Tatmadaw. Esse contrato também incluía os direitos de fabricar a Uzi sob licença.
A BA93 é baseada na Uzi, mas com cano mais longo e coronha fixa; foi introduzida em 1993. É comumente vista com soldados de Mianmar e unidades de forças especiais em operações comando ou de proteção VIP. A BA94 foi introduzida no ano seguinte, em 1994. As melhorias feitas incluem mover a alavanca de manejo de cima para a esquerda e um cano mais curto. Este modelo é visto principalmente com as forças policiais de Mianmar. A partir de 2018, ambas as armas foram renomeadas para MA-13.

### SOCIMI Tipo 821

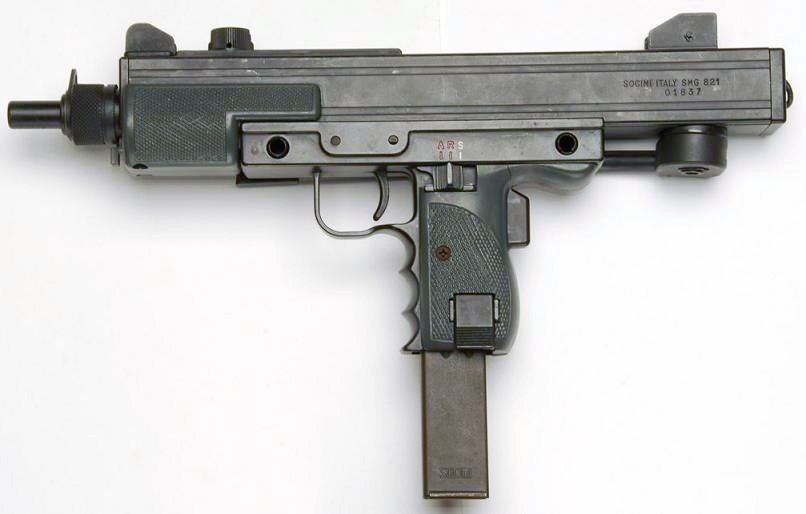
SOCIMI Tipo 821 italiana.

A submetralhadora italiana SOCIMI Tipo 821 foi um clone da Uzi fabricado pela empresa SOCIMI (Società Costruzioni Industriali Milano), em Milão, no norte da Itália na década de 1980. A SOCIMI Tipo 821 foi adquirido em pequenas quantidades pelo Ministério do Interior italiano e distribuído para a equipe NOCS da Polícia Italiana.  Esta arma nunca se tornou a submetralhadora padrão de qualquer força italiana, pois a SOCIMI faliu em 1992 e a produção de suas armas foi completamente abandonada.

### Norinco M320
A Norinco da China fabrica uma cópia não-licenciada da Uzi Modelo B que é vendida como a M320. As primeiras versões foram marcadas como "POLICE Model" em inglês ("Modelo POLÍCIA"). Modificações foram feitas para evitar a proibição de importação de armas de assalto dos EUA: a coronha dobrável foi substituída por uma coronha de madeira, a porca do cano foi soldada no lugar e o retém da baioneta foi removido. A arma tinha um acabamento parquerizado cinza, um cano de carabina de 410 milímetros e um comprimento total de 800 milímetros. A Norinco M320 da Força Aérea Holandesa tinha uma coronha esquelética destacável.

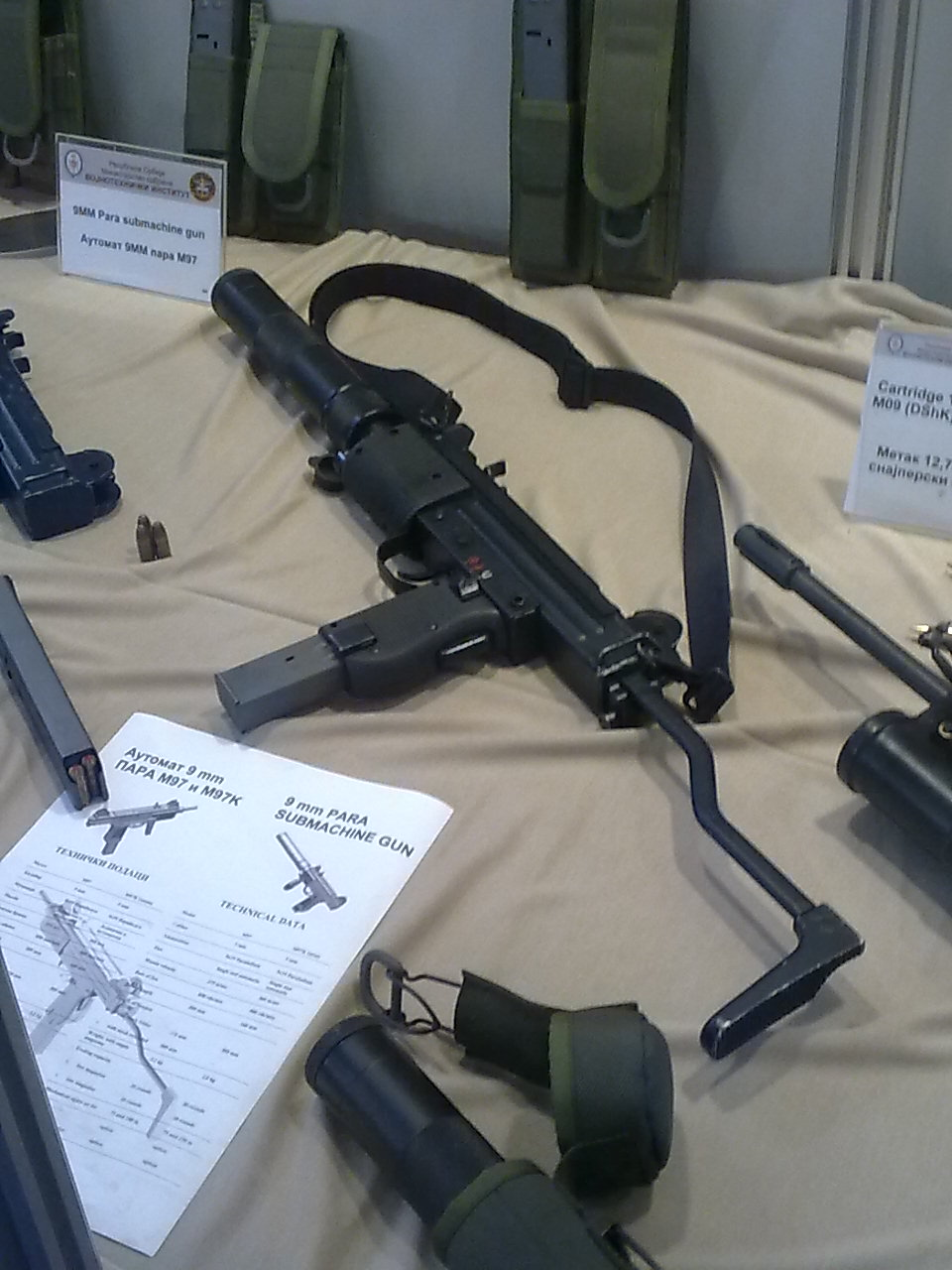
Zastava M97 com silenciador.

### TK-K12
O TK-K12 é um clone vietnamita fabricado sob licença desde 2013 na fábrica Z111, feito nos modelos padrão e da Micro-Uzi.

### Zastava M97
O Zastava M97 é um clone sérvio da Uzi padrão e da Mini-Uzi. O Conselho Militar do Exército Iugoslavo decidiu em 1993 por uma arma de produção do doméstica no calibre 9x19mm Parabellum, e a Uzi foi escolhida. A M97 padrão tem uma coronha dobrável, comprimento de 370mm e cadência de tiro de 850tpm, enquanto a M97K - baseada na Mini-Uzi - tem o comprimento do cano de 305mm, cadência de 900tpm e não recebe coronha. Ambos os modelos podiam usar o silenciador P-9 M97 e um designador de alvo a laser OCL-9. A variante M97K tem um punho frontal no guarda-mão.

### Clone do HAMAS
De 1993 a 1996, o HAMAS criou um total de 350 clones da Uzi até que sua produção foi desmantelada pela unidade de Inteligência dos Serviços de Segurança Palestinos sob Moussa Arafat.

## Usuários

### África
- África do Sul: Produzida sob licença.
- Angola
- Argélia
- Botswana
- Burundi: Rebeldes do Burundi.
- Camarões
- Chade
- Eritreia
- Essuatíni
- Etiópia
- Gabão
- Lesoto
- Libéria
- Níger
- Nigéria
- Ruanda
- República Democrática do Congo
- Serra Leoa: Ero e Mini-Ero croatas.
- Somália
- Sudão
- Togo
- Uganda
- Zimbabwe
  -  Rodésia: Ex-usuário, fabricante sob licença.

### América do Norte & Central
- Bermuda: Regimento Bermuda.
- Costa Rica
- Cuba
- El Salvador
- Estados Unidos
- Granada: Usado pelo Exército Revolucionário Popular.
- Guatemala
- Haiti: Uzi e Mini-Uzi usadas pela Polícia Nacional do Haiti.
- Honduras: Uzi e Mini-Uzi.
- Nicarágua
- Panamá

### América do Sul
- Argentina
- Bolívia
- Brasil: Mini-Uzi.
- Chile
- Colômbia
- Equador
- Paraguai
- Peru: Uzi, Mini-Uzi e Micro-Uzi.
- Suriname
- Uruguai
- Venezuela

### Ásia
- Azerbaijão
- Índia: A Uzi foi usada pelo Grupo de Proteção Especial até 2008, quando foi substituída pela FN P90. As variantes Micro-Uzi ainda são usadas pelo Para SF do Exército Indiano.
- Indonésia
- Iraque
- Irã
- Israel: Uzi e Mini-Uzi. As variantes Mini-Uzi e Uzi Pro são usadas pela unidade de elite YAMAM e pelo Shin Bet.
- Myanmar: Produzido localmente sob o número do modelo BA93 e BA94, usado principalmente pela Força Policial de Mianmar e pela Força-Tarefa de Operações Especiais.
- Filipinas
- Coreia do Sul: Emitido para forças especiais na década de 1970. Mais tarde substituído pelo Daewoo K1.
- Sri Lanka
- Síria: Uso limitado.
- Taiwan
- Tailândia
- Vietnã: O diário do Exército do Povo (Báo Quân đội nhân dân) informou que o Departamento Técnico do Comando de Operações Especiais (Sapadores) tinha um projeto para desenvolver e fabricar o dispositivo de calibração para MARS acoplado na Micro-Uzi.
- Turquia

### Europa
- Alemanha: Feita sob licença e designada MP2.
- Bélgica: Feita sob licença pela FN Herstal.
- Croácia: Produz cópias não-licenciadas da Uzi e da Micro-Uzi chamadas ERO e Mini-ERO respectivamente.
- Estônia: Usa a variante Mini-Uzi.
- França
- Grécia
- Irlanda: Usado pela Unidade de Apoio Regional da Garda. Anteriormente disponível em cada QG do distrito da Garda para oficiais à paisana devidamente treinados.
- Itália: A variante Mini-Uzi consta nos inventários da Polícia do Estado. Uma versão local chamada Socimi Tipo 821 também foi usada.
- Lituânia: Forças Armadas da Lituânia.
- Luxemburgo
- Malta
- Holanda
- Polónia
- Portugal: Exército Português.
- Romênia: A variante Mini-Uzi é usada pela Polícia Militar romena.
- Sérvia: Usada pelo Batalhão de Polícia Militar Cobra.
- Reino Unido: Emitido para as tripulações do tanque Challenger 1 durante a Guerra do Golfo (1990 – 1991).

### Oceania
- Austrália
- Fiji
- Tonga

## Galeria

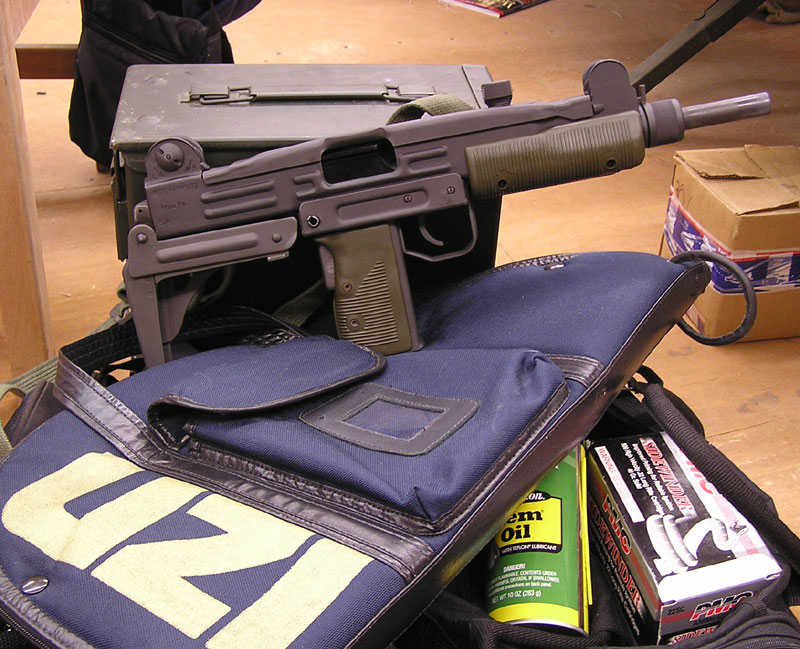
Uma submetralhadora Uzi.
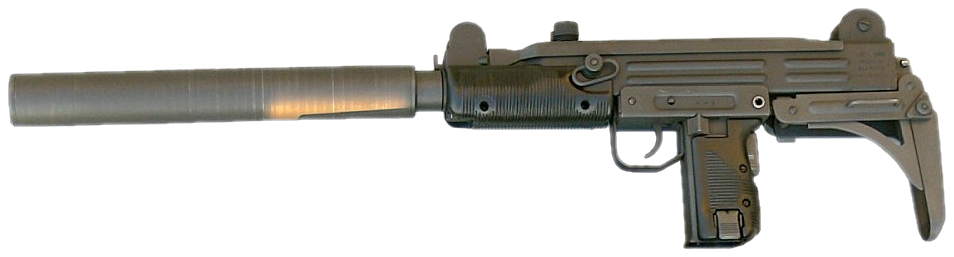
Uzi com silenciador.
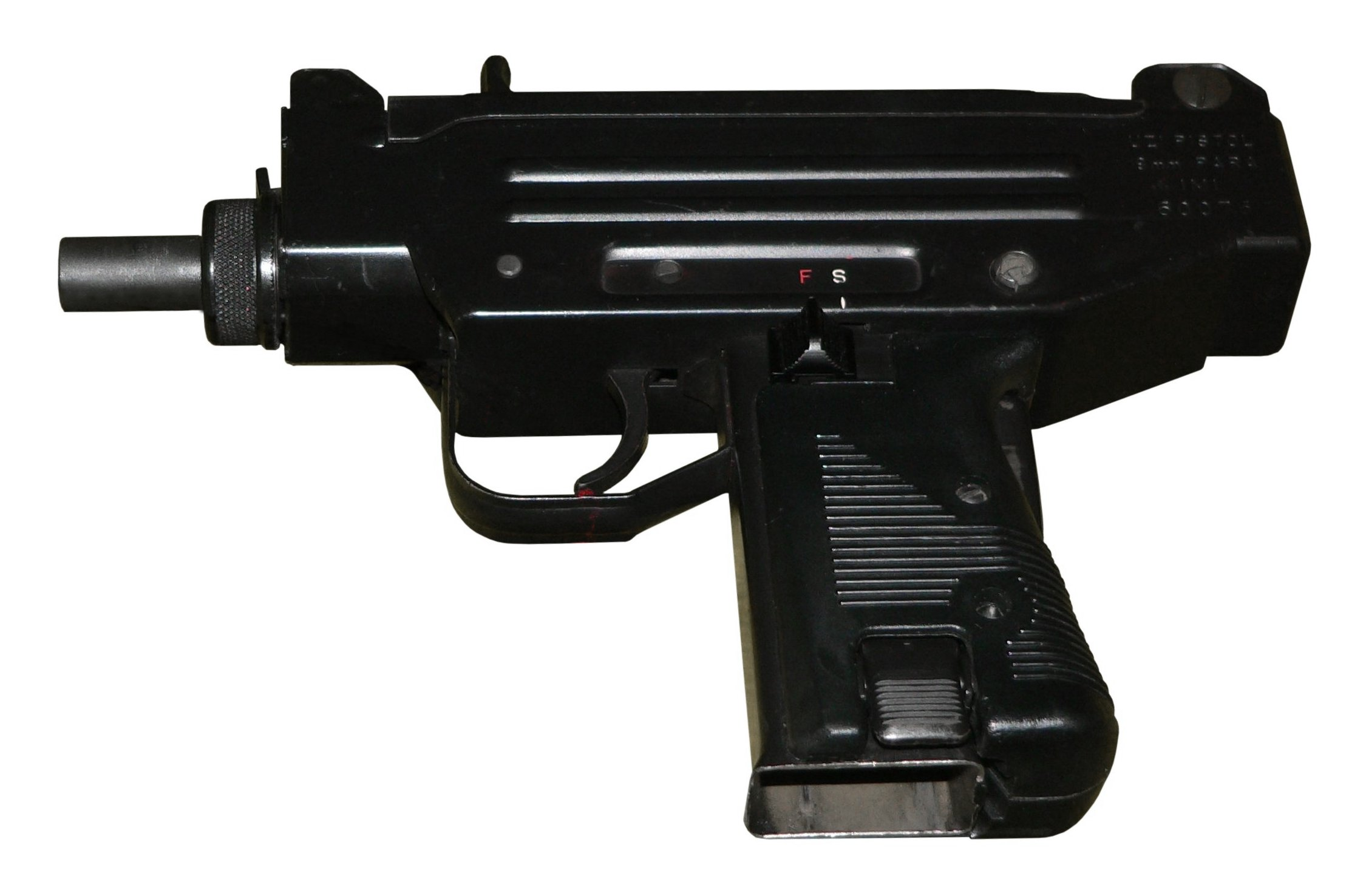
Uma pistola Uzi.
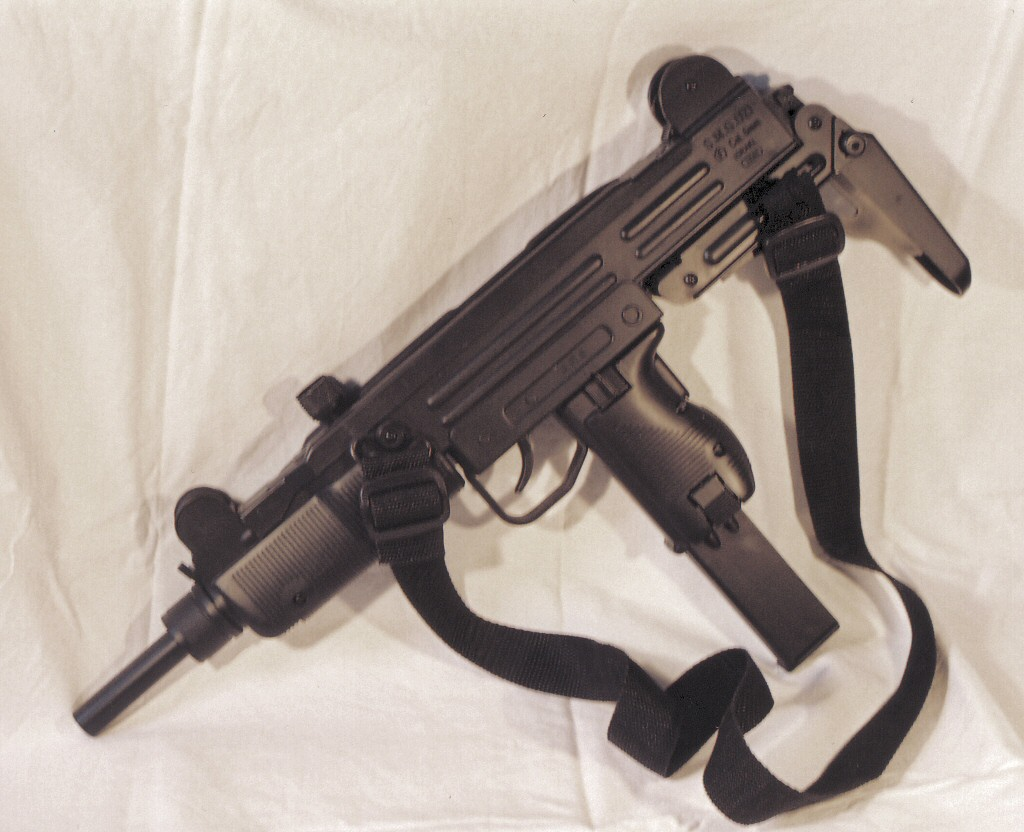
Uzi com bandoleira.
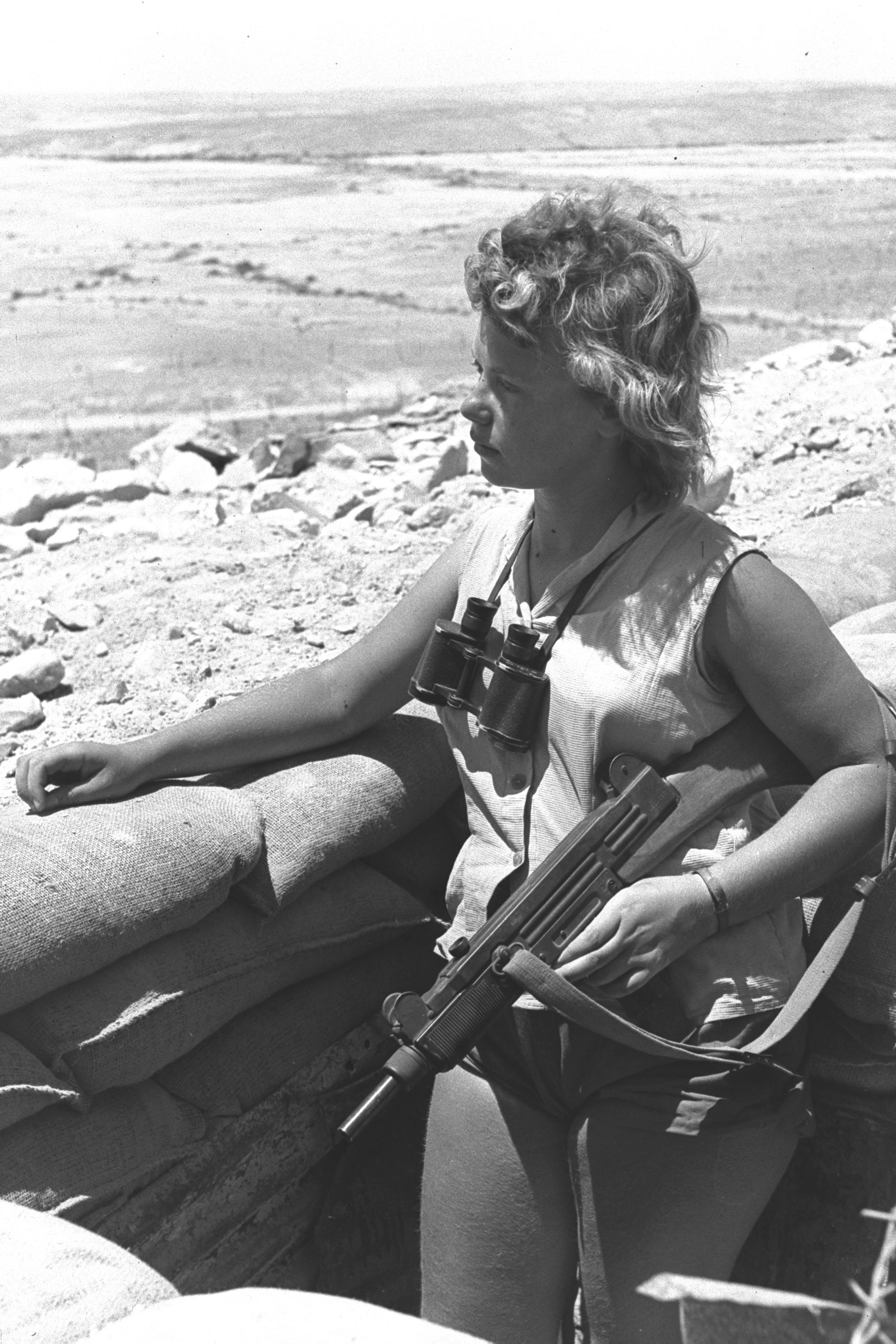
Uma israelense armada com Uzi em serviço de guarda no deserto do Negev, 1956. Ela usa coronha de madeira.
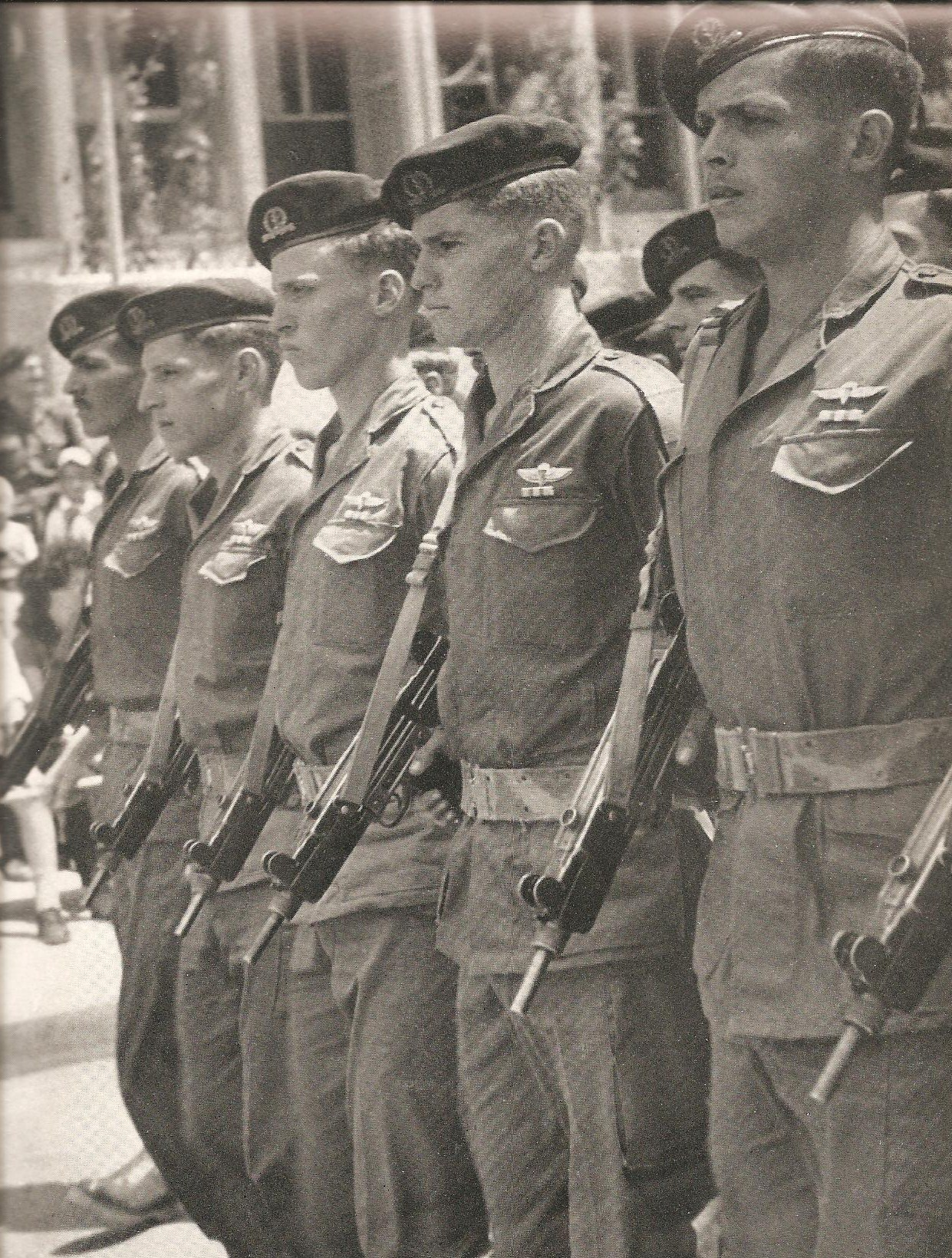
Paraquedistas israelenses armados com Uzis em 1958.
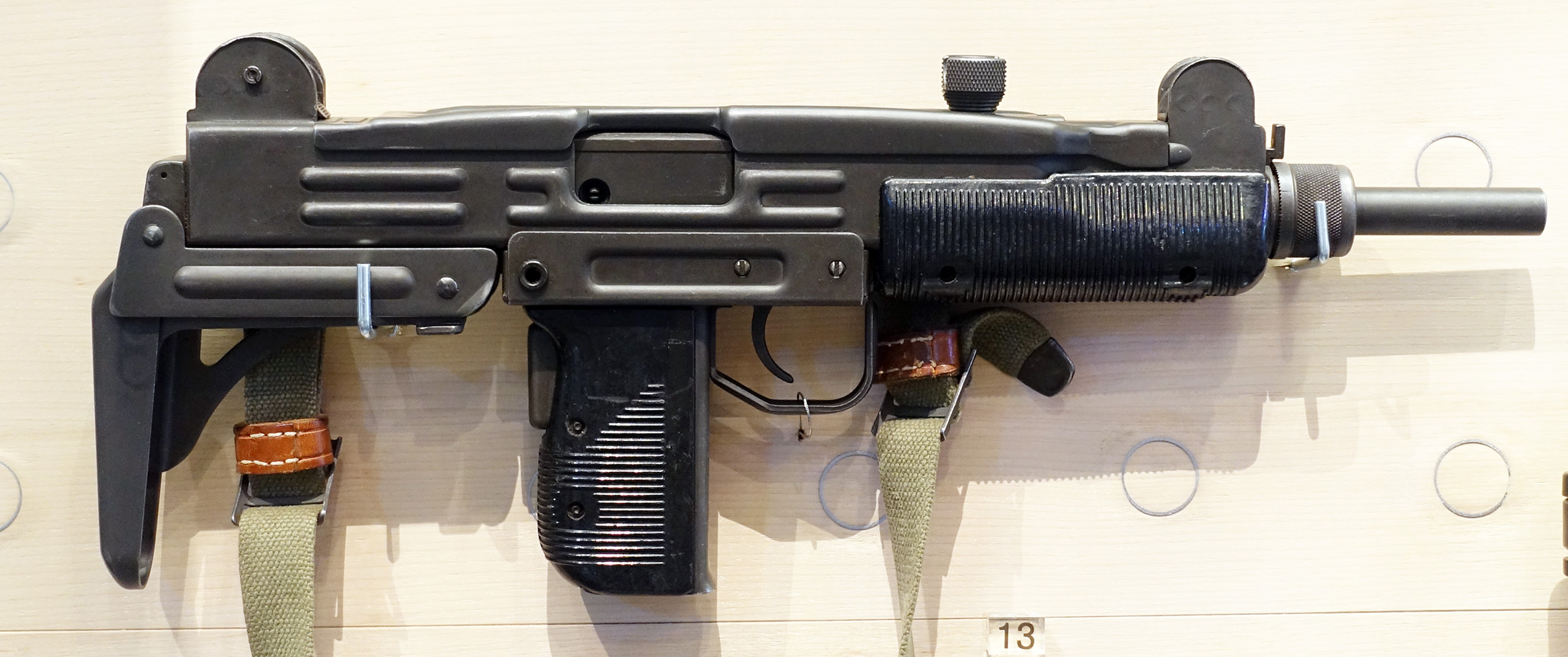
Uzi exposta no Museu da Polícia em Tampere, na Finlândia.
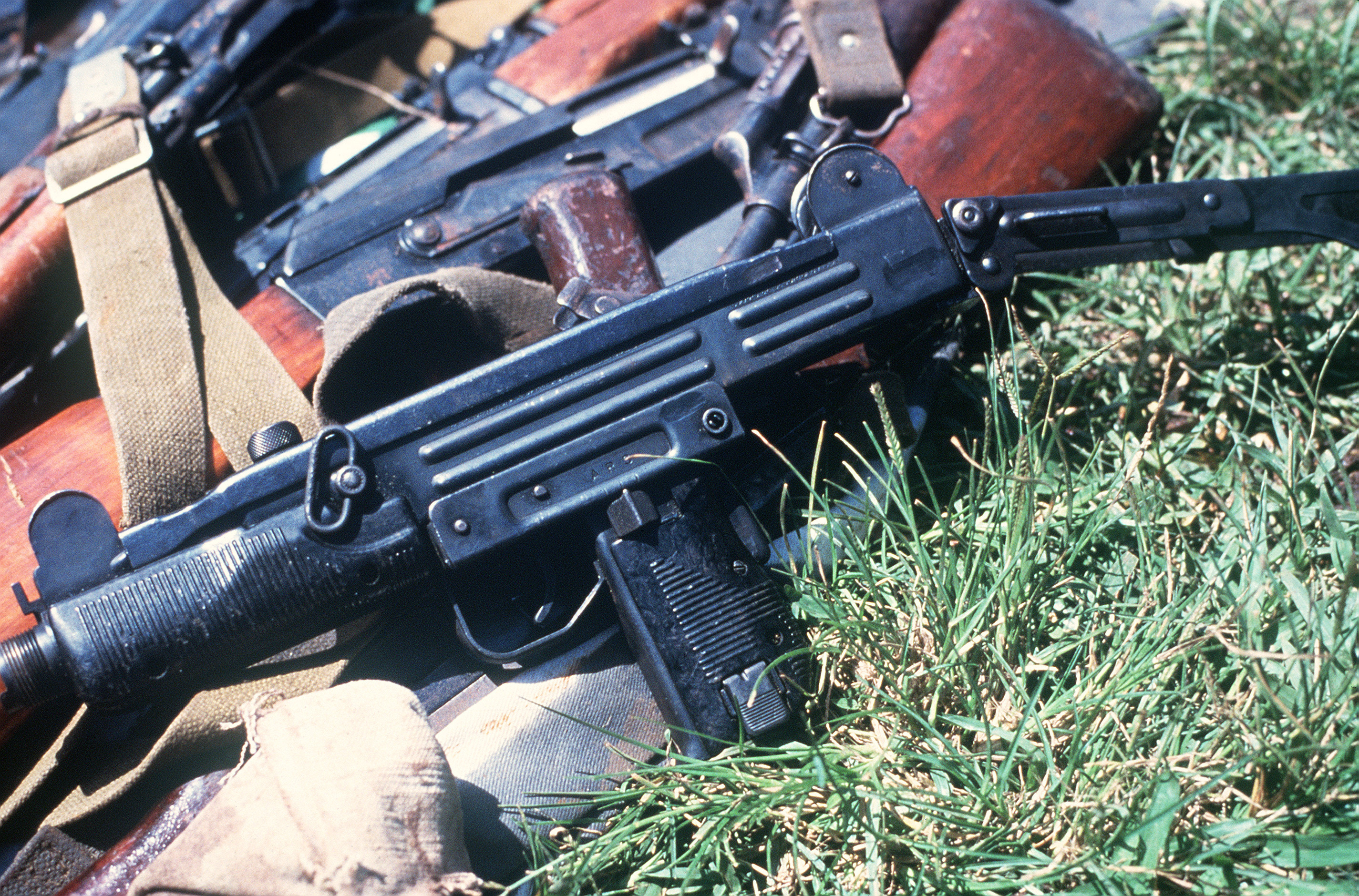
Uzi do Exército Revolucionário Popular granadino capturada na Operação Urgent Fury.